# M5 (route russe)
Pour les articles homonymes, voir M5.
La route fédérale M-5 « Oural» (en russe: Федера́льная автомоби́льная доро́га М5 «Ура́л», Federalnaya avtomobilnaya doroga M5 «Oural») appelée aussi « route de l'Oural» (en référence aux montagnes qu'elle traverse), est une route fédérale russe reliant Moscou à Tcheliabinsk. Elle constitue le premier tronçon de la route transsibérienne, axe de transport de la capitale jusqu'à Vladivostok en Extrême-Orient. La Magistrale 5 traverse la Russie européenne et la plaine sarmatique, en desservant de nombreuses grandes villes russes comme Samara et Oufa. Elle fait aussi partie de la route européenne 30 et de la route asiatique 6, deux axes majeurs de transport.

## Présentation
La Magistrale M5 est une route fédérale, ayant des sections autoroutières, qui part depuis la ceinture périphérique MKAD de Moscou. Elle prend alors la direction de l'est, et en traversant la plaine sarmatique, elle arrive à Oufa. Elle continue en suite son trajet en franchissant l'Oural, avant de finir à Tcheliabinsk. Son trajet d'ouest en est s'étire sur plus de 1870 kilomètres, en traversant de nombreux paysages; plaines, forêts, passant des fleuves comme la Volga et des montagnes. Le climat de la route est peu variable selon l'endroit, avec par exemple une moyenne en janvier de -10 degrés à Moscou jusqu'à -16 à la fin du parcours.
La route traverse au total 7 sujets fédéraux ; l'oblast de Moscou, celui de Riazan, la République de Mordovie, les oblasts de Penza, d'Oulianovsk, de Samara, d'Orenbourg, puis la République du Tatarstan, celle de Bachkirie, et enfin l'oblast de Tcheliabinsk. Grâce aux régions et villes qu'elle dessert, la M5 est la route la plus empruntée de Russie concernant le transport de marchandise depuis 2019, avec 6,5% du total national cette année-là. Cela s'explique aussi car elle fait aussi partie des axes de transport Europe — Chine via l'AH6 et de l'axe transsibérien Saint-Pétersbourg —Vladivostok. Elle permet de plus de transporter les marchandises vers les pays d'Asie centrale depuis le cœur industriel russe.
La M5, au-delà de Tcheliabinsk, est continuée par la R254 et poursuit son chemin en direction d'Omsk et de Novossibirsk. Toujours depuis Tcheliabinsk, une branche de la M5 se dirige vers Iékaterinbourg, avec une longueur d'environ 180 kilomètres. Cette dernière est totalement en 2 x 2 voies.
Pour le nombre de voies de la M5, cela varie si la route traverse une agglomération ou non, avec entre 2 et 6 voies au total de chaque côté. De Moscou à Bronnitsy, c'est entre 4 et 6 voies, de Bronnitsy à Stepanchtchino, c'est 2 voies, puis à nouveau 4 voies jusqu'à Loukhovitsy. Ensuite, c'est deux voies jusqu'à Penza, sauf dans Riazan, puis aussi deux voies de Penza à Samara. Dans Penza, la route est possède jusqu'à 4 voies. De Penza à Samara, il y en a 2 puis 4 généralement de Samara à Oufa. Enfin, la partie dans l'Oural est à deux voies. La route a des conditions variables, généralement plus la route est près de Moscou ou d'une grande ville, plus elle est de bonne qualité. La route avec la qualité la plus médiocre  est dans l'Oural et entre Samara et Oufa. Le revêtement est asphalte.

## Histoire
La Magistrale 5  « Oural», ou plus simplement Oural est l'une des routes les plus vieilles de Russie. La section reliant la capitale à Riazan existait d'ailleurs avant la motorisation et était un sentier. C'est cependant avec la seconde guerre mondiale que la route est commencée à être construite, grâce à son importance stratégique afin d'alimenter le front en armes et en nourriture. Mais la fin de la guerre met au ralenti la construction, en 1947 la route atteint Orenbourg (aujourd'hui elle a changé d'itinéraire) et en 1965 le trafic est autorisé jusqu'à Tcheliabinsk. 
Sur la dernière partie de la route, surnommée « la route de la mort », d'Oufa à Tcheliabinsk, dès l'ouverture, de nombreux accidents se produisent, la route est congestionnée et en 1996, c'est près de 9000 voitures par jour sur la section. Dans les années 2000, c'était 20 000 voitures par jour soit sept fois ce pourquoi elle avait été conçue. Quant-aux accidents, c'était jusqu'à 160 par an, avec en moyenne une cinquantaine de morts et sept fois le nombre en blessés.

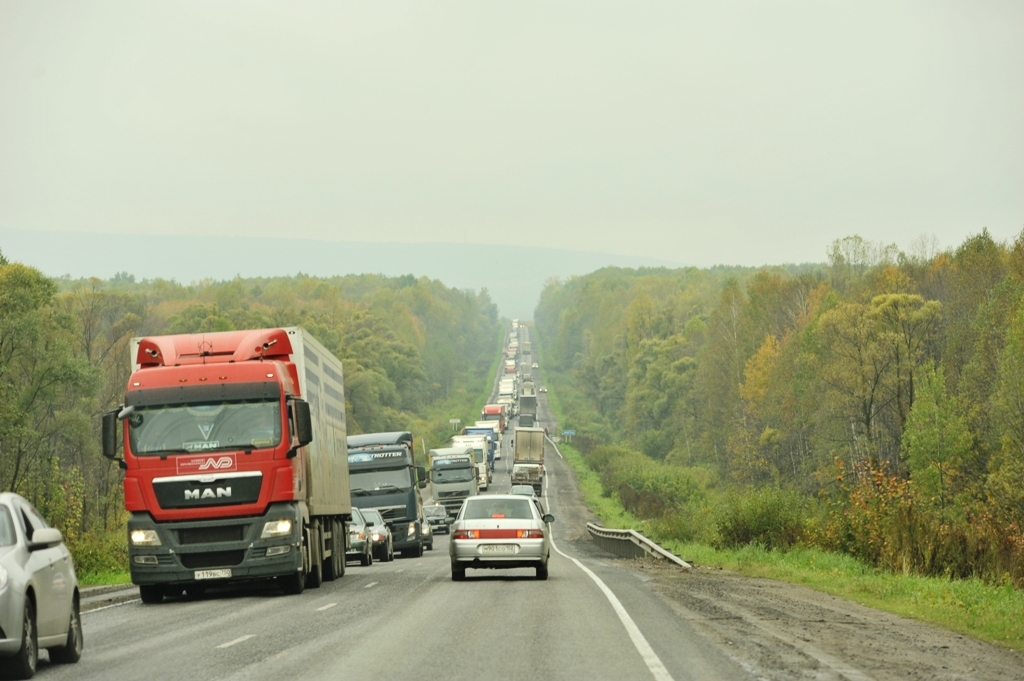
Bouchon sur la M5 dans l'Oural.

Outre cette partie, la route au tournant du IIIe millénaire ne respecte aucune norme d'alors, et 40% du trafic est dû aux poids lourds, avec un trafic toujours plus croissant dans un pays se tournant vers le capitalisme et s'ouvrant au reste du monde. Mais rien n'est fait, le gouvernement fédéral ne voulant pas dépenser de l'argent pour ces routes, laissant les régions au dépourvu. C'est en 2006 que la situation change, 100 millions de roubles sont officiellement alloués pour rénover la route de la mort, dont le réaménagements des cols. Cependant, la volonté n'est pas vraiment là, les fonds auraient dû s'élever à près d'un milliard, et sur les 100 millions, 60 ne sont jamais arrivés, soit pour d'autres projets soit dans la corruption.
En 2020, la situation a fortement évoluée depuis, de nombreux fonds sont arrivés pour toute la M5 pour mettre aux normes autoroutières ou au minimum séparer le trafic de celui local. Pour la route de la mort, un plan fin 2020 doit permettre la reconstruction totale de la route d'ici 2028 pour la rendre sûre.
Ce n'est pas qu'en 2028 que cette partie doit être remise en état, avec le plan panrusse de modernisation des infrastructures de transport, les goulots d'étranglements doivent disparaître sur toute la longueur et la qualité doit être améliorée, comme avec le contournement sud de Riazan.

## Itinéraire

### Moscou et Oblast de Moscou
Moscou
- Échangeur entre ,  et Perspective de Volgograd, Vykhino-Joulebino, km 17Début de l'autoroute à la MKAD.

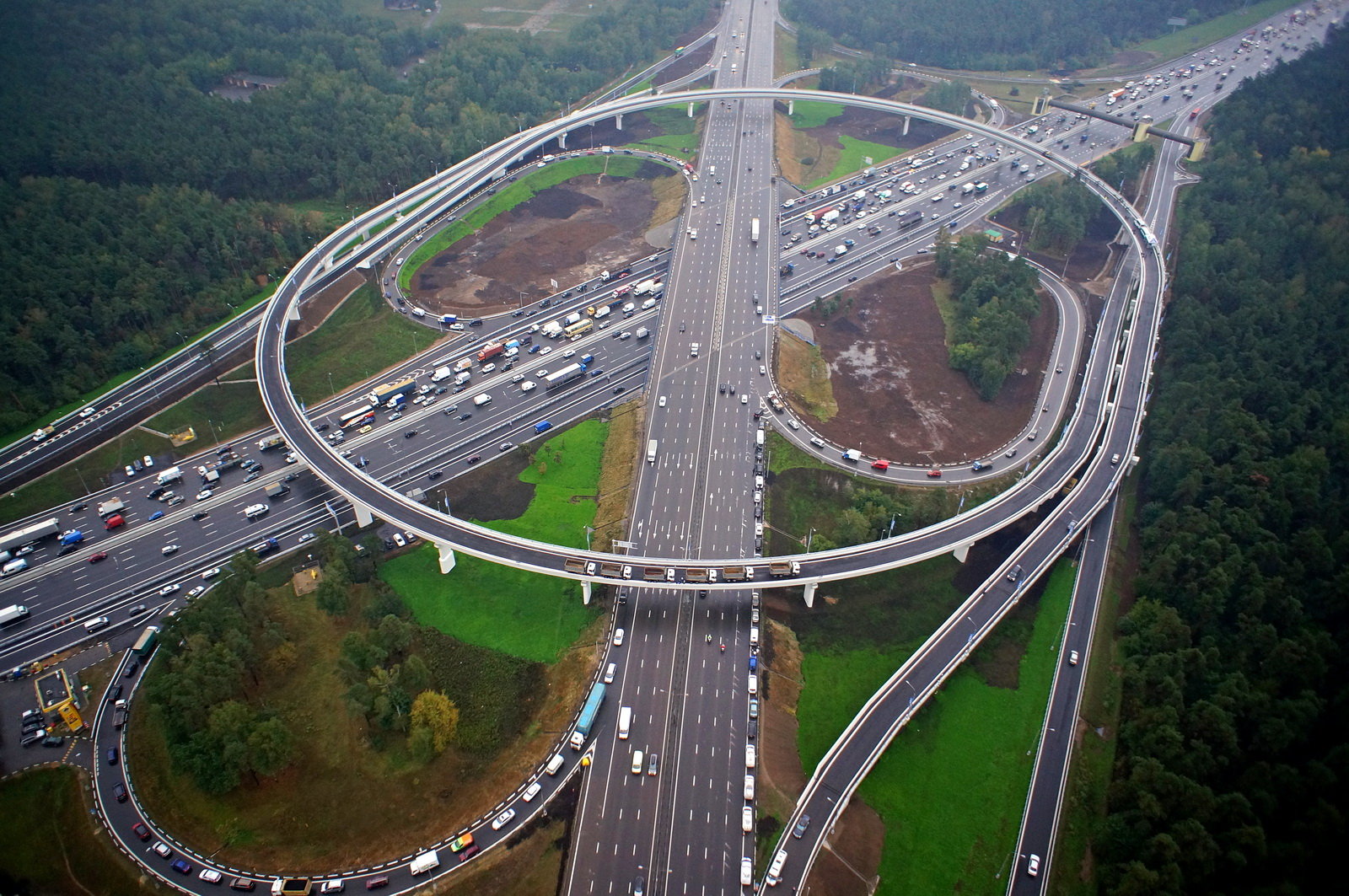
Début de l'autoroute à la MKAD.

- Sortie (partielle) sur la Rue du Général Kouznetsova, Vykhino-Joulebino, Moscou, km 19

Raïon de Lioubertsy, km 19
- Sortie (partielle) sur la Rue Marchala Polouboïarova vers Lioubertsy, km 19
- Sortie (sens est) vers Kotelniki, km 20
- Échangeur entre , Avenue Dzerjinskoïe, Rue Smirnovskaïa et Autoroute Novoyegoryevskoïe, km 22
- L'autoroute à Tchalkovo. Sortie sur la rue Pervomayskaïa à Tchlakovo, km 26
- Échangeur entre  et Avenue de Lytkarino, km 27

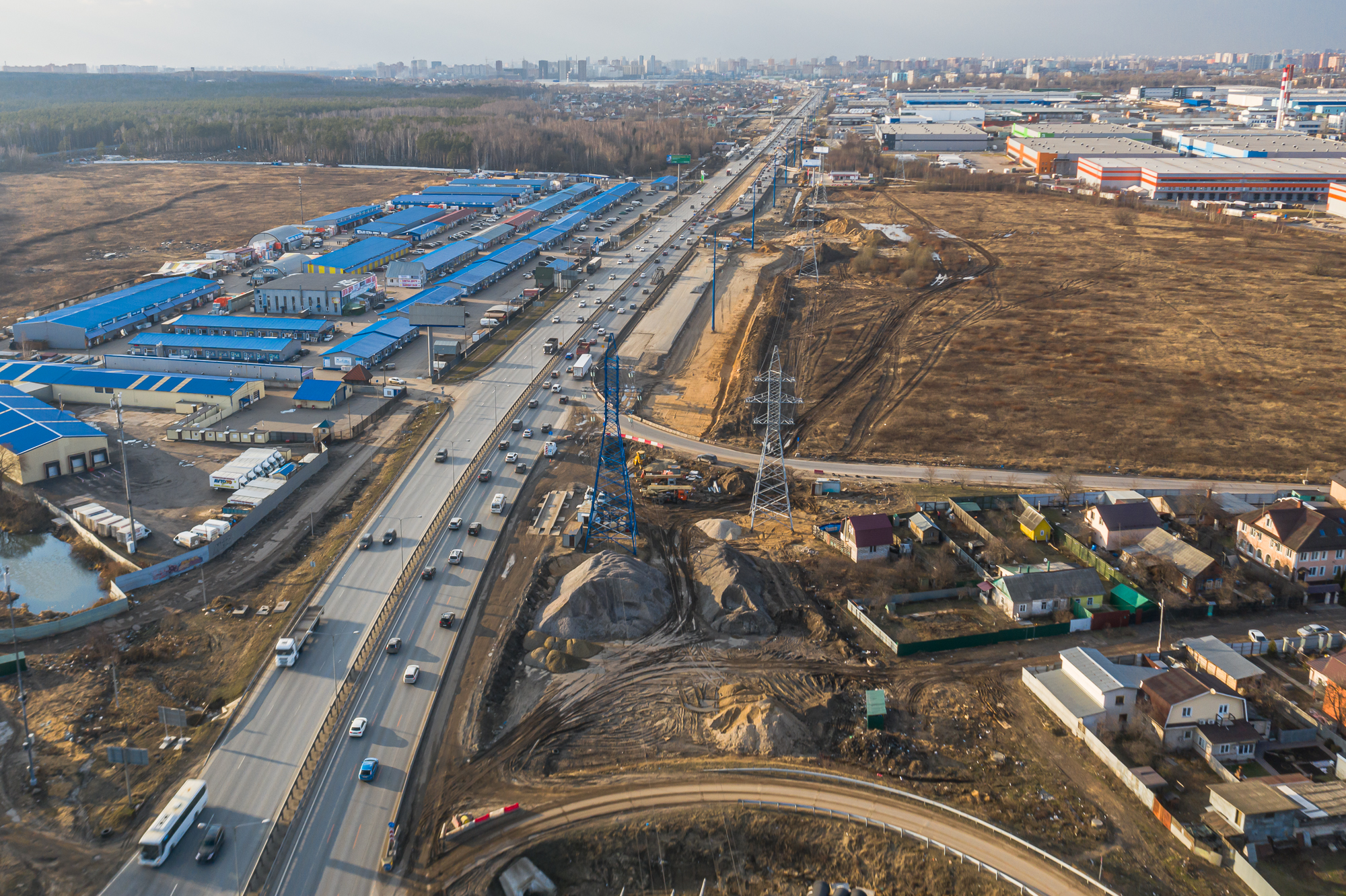
L'autoroute à Tchalkovo.

- Sortie (sens ouest) vers l'avenue de Riazan, km 27
- Feux multiples, Arrivée à Oktyabrskiy, km 29

Raïon de Ramenskoïe, km 31
- Feux multiples, Arrivée à Ostrovtsy, km 31
- Zaozerye, km 35
- Rivière Moskova, km 36Pont de la M5 sur la Moskova.

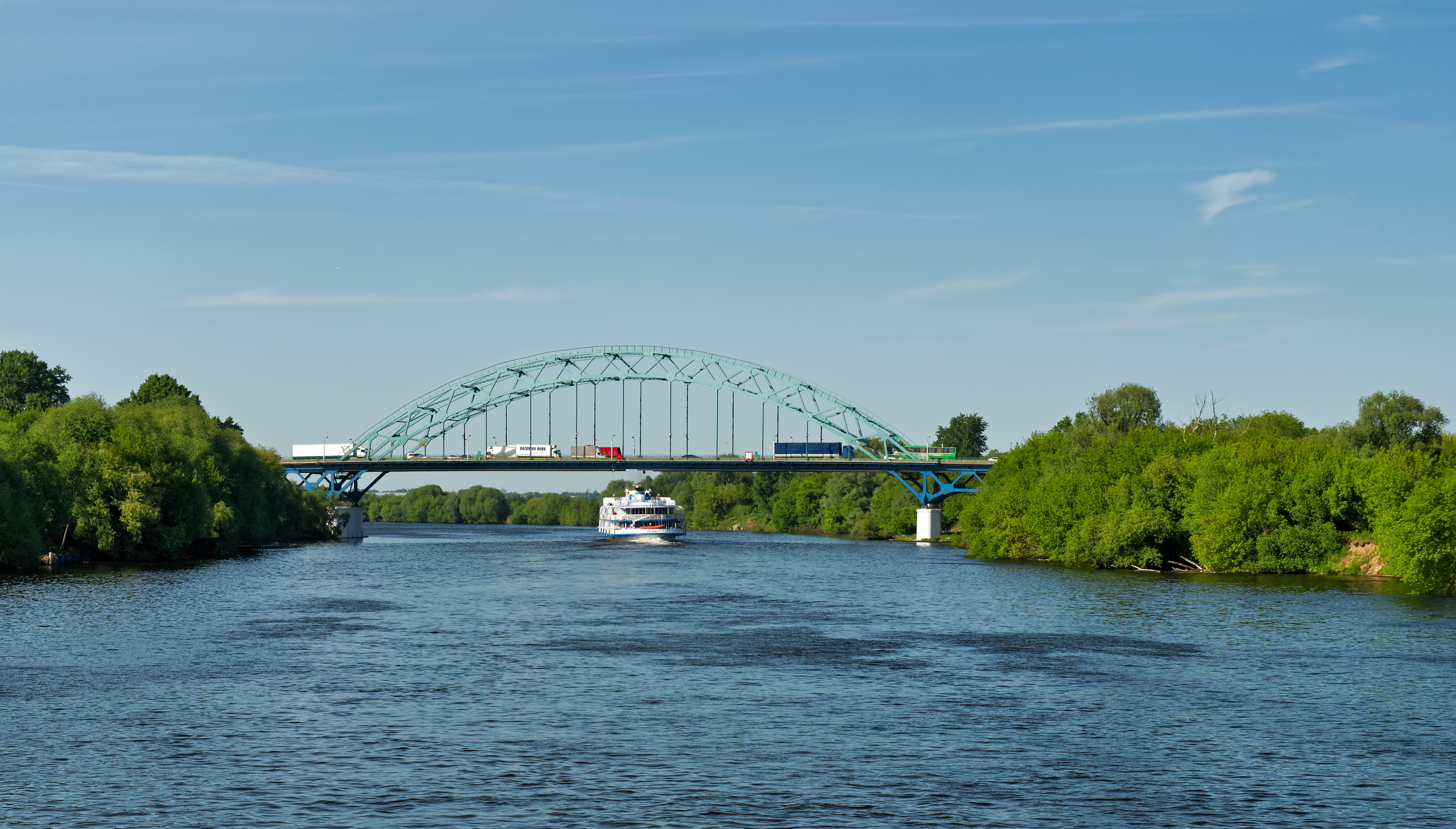
Pont de la M5 sur la Moskova.

- Échangeur entre  et 46K-5480 vers l'Aéroport de Moscou-Joukovski et Ramenskoïe, km 36
- Sortie vers Tchoulkovo, km 39
- Aire de service (deux sens), km 45
- Sortie vers Sofino, km 48L'autoroute peu après Tchoulkovo.

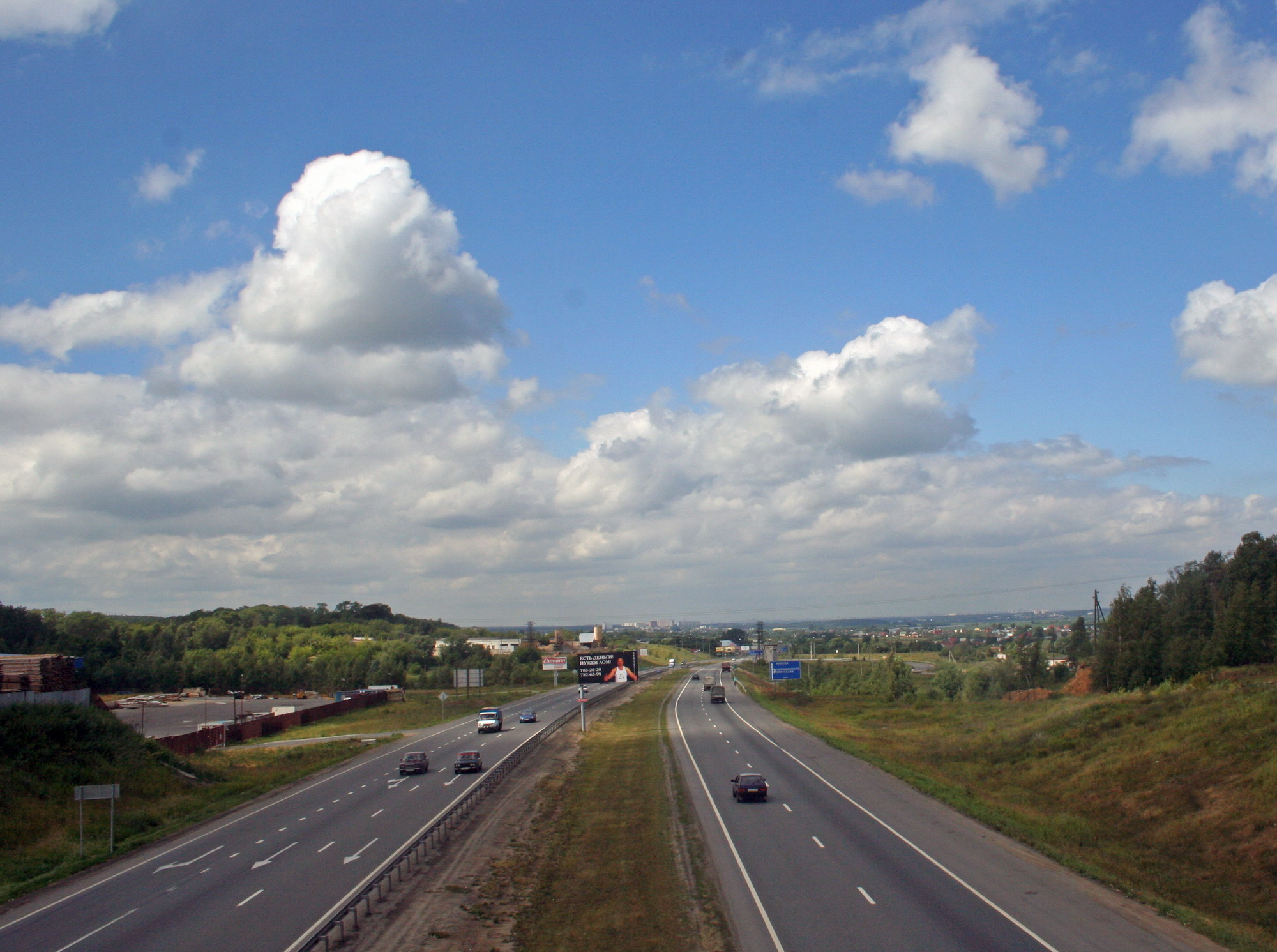
L'autoroute peu après Tchoulkovo.

- Échangeur entre  et 46K-9675 (route de Riazan), km 48

Okroug urbain de Bronnitsy, km 54
- Échangeur entre  et , km 58

Raïon de Ramenskoïe, km 60
- Échangeur entre  et , km 66
- Starnikovo, km 70
- Oulyanino, km 72
- Nikitskoïe, km 78
- Intersection avec l', km 81
- Stepanchtchino, km 85
- Échangeur entre  et 46K-9675 (route de Riazan), km 88

Okroug urbain de Kolomna, km 91
- Échangeur entre  et 46K-9675 (route de Riazan), km 100
- Sortie sur l'46K-5141, km 102L'autoroute à Kolomna.
- Rivière Moskova, km 106

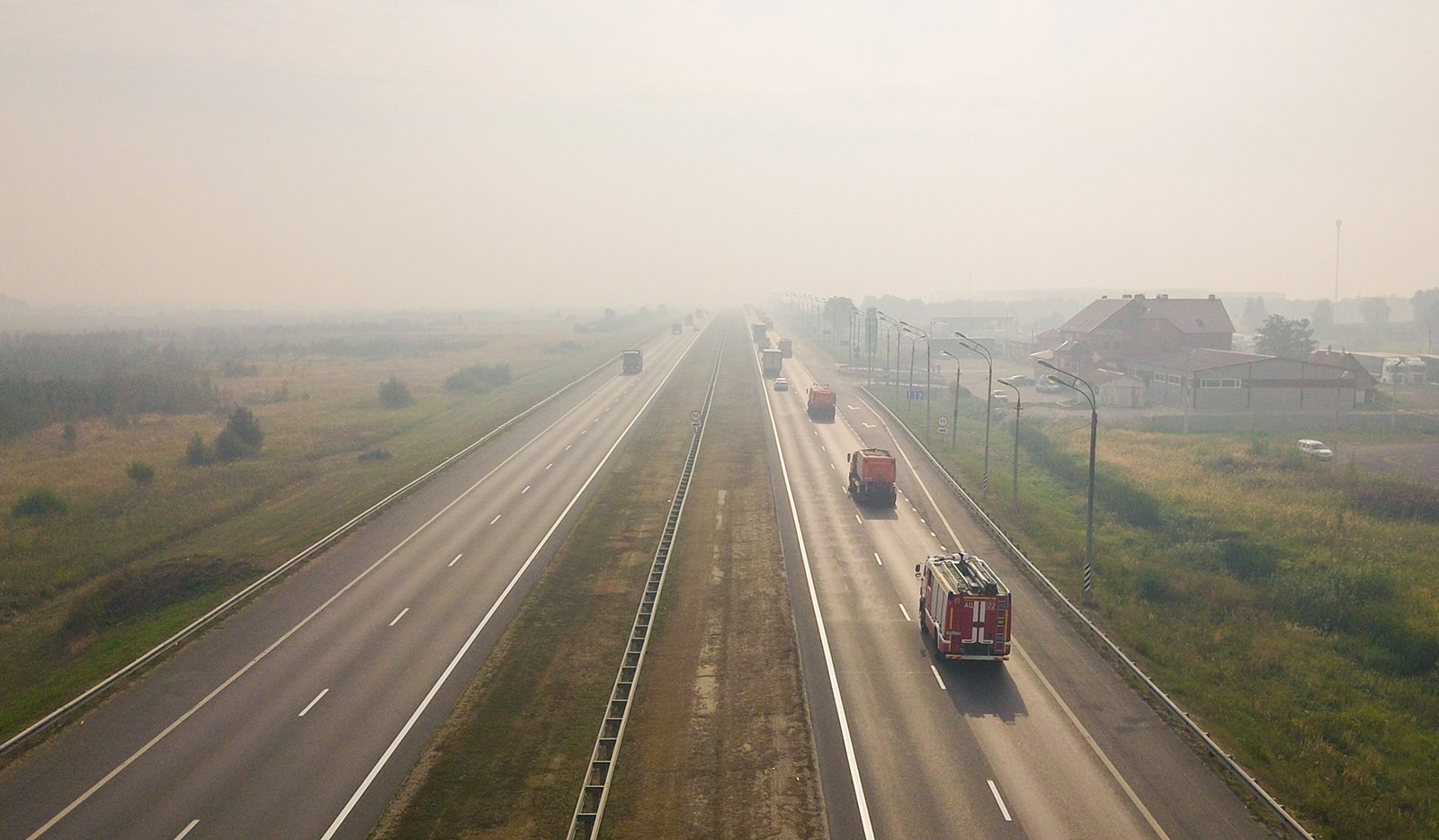
L'autoroute à Kolomna.

- Sortie à Khorochovo, km 108
- Sortie à Amerevo et Tchanki, km 110
- Rivière Oka, km 117
- Sortie à Chtchourovo, km 118

Raïon de Loukhovitsy, km 119
- Sortie sur l'46K-5142, km 124
- Arrivée à Loukhovitsy, km 124
- Rue Poushkina, km 131
- Intersection à Stroilovo
- Vratchovo, km 142
- Starokchelevo, km 147
- Gavrilovskoïe, km 149
- Intersection vers Gazoprovodsk, km 150
- Intersection vers Orechkovo, km 153
- Intersection vers Grigoryevskoïe, km 153
- Intersection vers Nijne-Maslovo, km 157
- Intersection vers Nosovo-2, km 159

### Oblast de Riazan

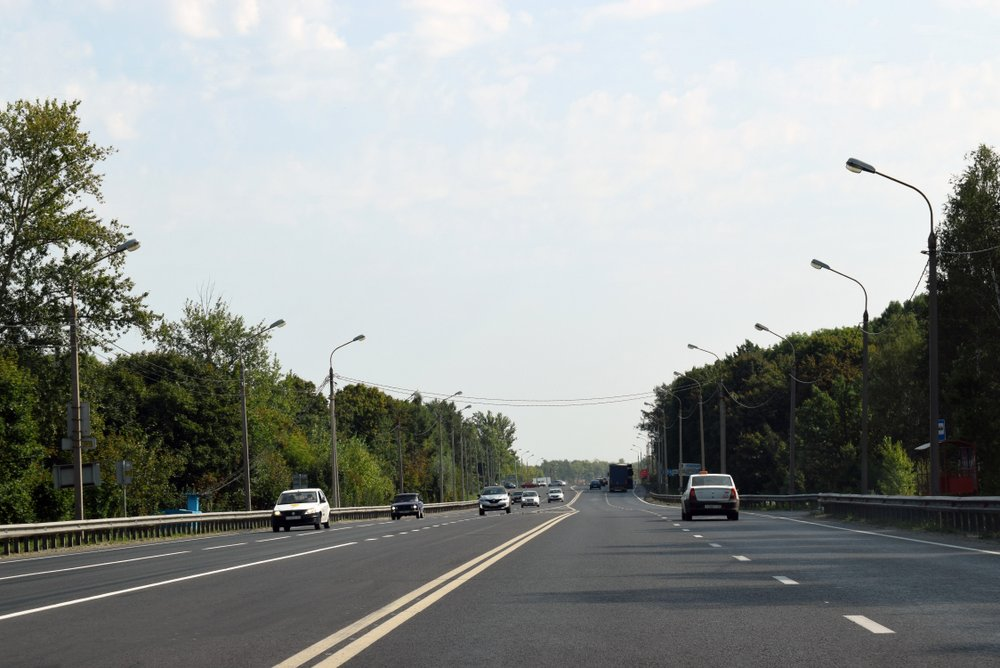
La route dans le raïon de Rybnovskiy.

Raïon de Rybnovskiy, km 161
- Sreznevo, km 161
- Vysokoïe, km 165
- Staroïe Vesselevo, km 167
- Rivière Voja, km 167
- Zeleninskiye Dvoriki, km 169
- Intersection avec la 64H-402 et la 64K-004 vers Rybnoïe, km 170
- Intersection Rue Makarenko vers Rybnoïe, km 171

Raïon de Riazan, km 173
- Intersection avec la 64H-403, km 175
- Aire de service (deux sens), km 180

Ville de Riazan, km 180
- Intersection vers Dyagilevo, km 183
- Échangeur entre  et Avenue de Moscou (vers le centre de Riazan), km 184
- Feux multiples, Traversée de Dyaligevo, km 185
- Échangeur entre ,  (vers Kalouga) et Rue Sitnikovskaïa (vers le centre de Riazan), km 189Échangeur du km 189 à Riazan.

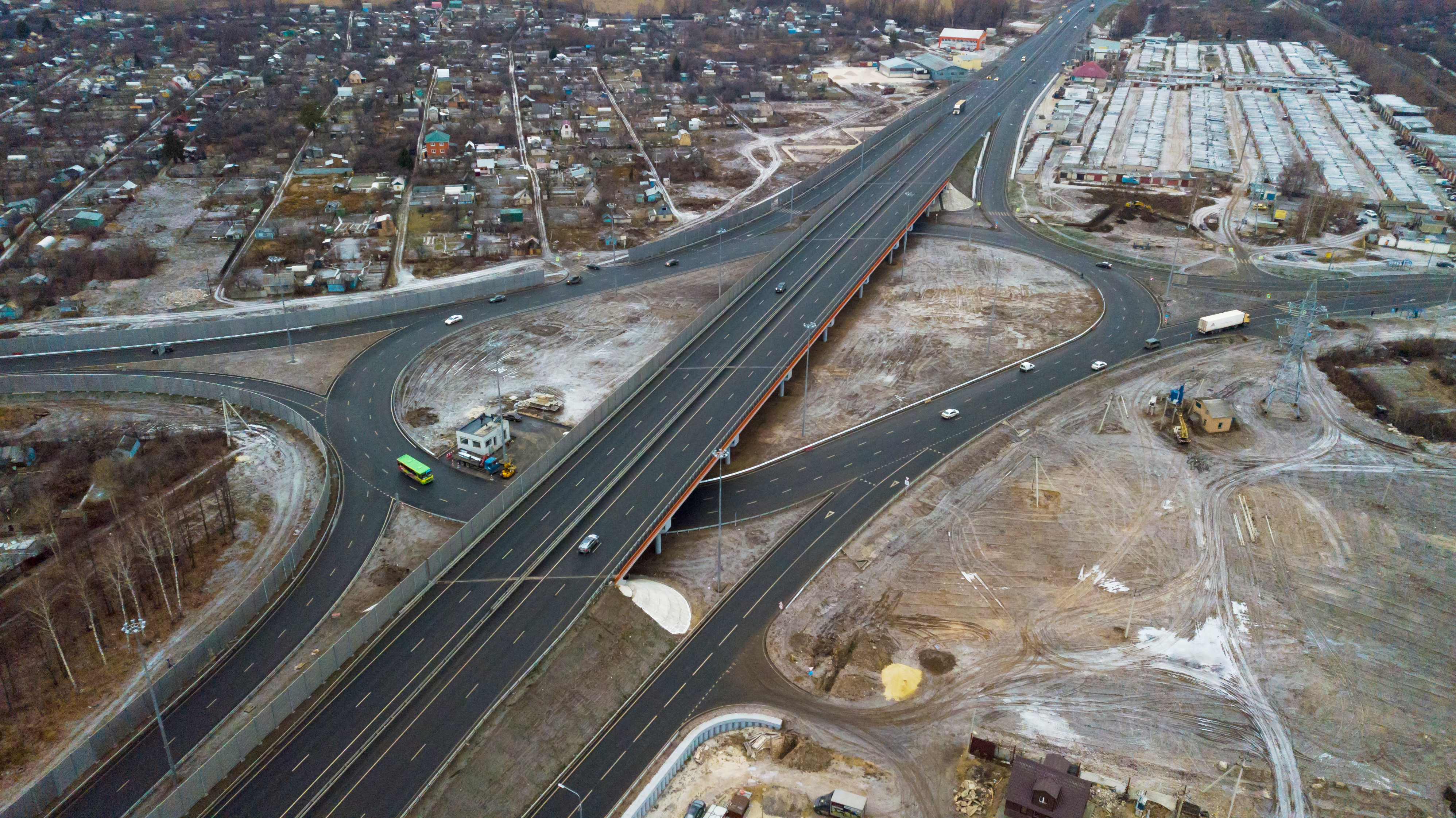
Échangeur du km 189 à Riazan.

- Nikoulitchi, km 197
- Intersection avec l'Avenue Ryajskoïe, km 189
- Mirniy, km 200

Raïon de Riazan, km 204
- Tourtalovo, km 204
- Sortie vers Maryino-2 et Aleksandrovo, km 210
- Sorties à Listvyanka, km 214
- Possibilité d'inverser de sens, km 216
- Possibilité d'inverser de sens, km 219

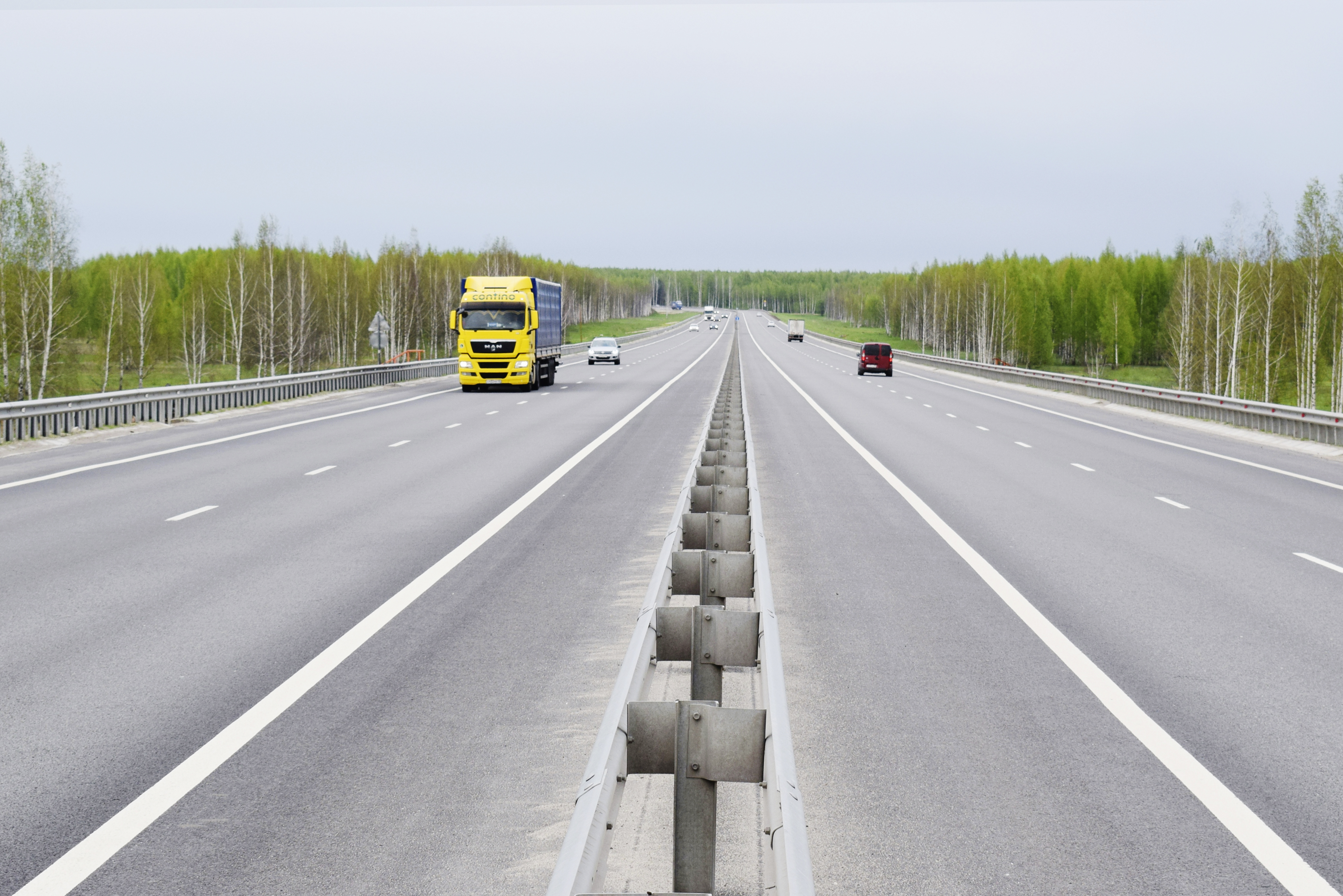
L'autoroute vers le 255e km.

- Sortie (sens ouest) vers Bolochnevo, km 220
- Possibilité d'inverser de sens, km 221
- Sorties vers Podichkovo et Ivashkovo, km 223

Raïon de Spassk, km 224
- Possibilité d'inverser de sens, km 226
- Sorties vers Ouchakovo et Polovskoye, km 227
- Possibilité d'inverser de sens, km 227
- Aire de service (sens ouest), km 231
- Sorties vers Sobtchakovo et Troïtsa, Possibilité d'inverser de sens, km 232
- Aire de service (sens est), km 234
- Sorties vers Istye et Ogorodnikovo, km 240
- Possibilité d'inverser de sens, km 243La M5 entre le 241e et le 245e km.
- Rivière Pronya, km 245

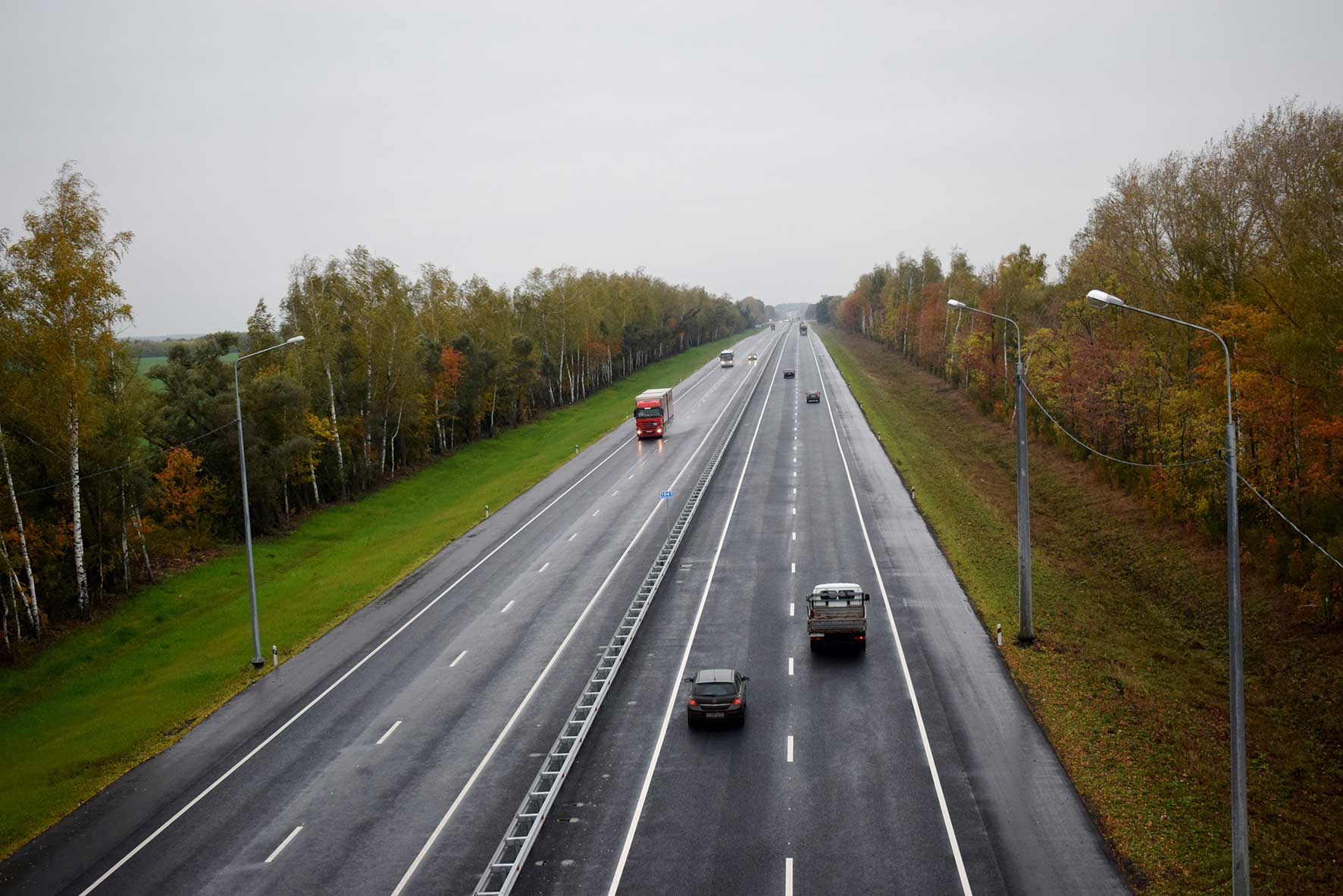
La M5 entre le 241e et le 245e km.

- Sorties à Zaretchye, Possibilité d'inverser de sens, km 246
- Intersections vers Starosteklyannoïe, km 249
- , km 249
- Sortie vers Pavlvoka et Kiritsy, km 250L'autoroute vers le 255e km.
- Sortie (sens ouest) vers Kiritsy, , km 258
- Intersection avec la 61H-621 à Ivanovka, km 262

Raïon de Chilovo, km 264
- Intersection à Frolovo, km 265
- Intersection avec la 61H-738 à Zadoubrovye, km 268
- Intersection avec la 61H-216, km 282
- Intersection avec la 61H-009 vers Chilovo,  Aire de service , km 286
- Intersection avec la 61H-009, km 289
- Avdotyinka, km 293
- Rivière Para, km 294
- Intersection vers Proudki, km 295
- Kharinskiy Routcheïok, km 298

Raïon de Poutyatino, km 300
- Yekaterinovka, km 302
- Poutyatino, km 311
- Glebovo, km 315
- Intersection vers Karaboukhino, km 323
- Petino, km 327
- Karaoulovo, km 330
- Novaïa Derevnya, km 333

Raïon de Chatsk, km 337
- Intersection vers Chatsk, km 350
- Sortie vers Chatsk, km 351
- Intersection vers Chatsk, km 367
- Polnoïe Konobeïevo, km 369
- Koutchasyevo, km 377
- Intersection vers Sassovo, km  384
- Yambirno, km 384
- Rivière Tsna, km 384
- Oujovo, km 385

Raïon de Sassovo, km 392
- Chaftorka, km 392
- Saltykovo, km 402
- Pridorojny, km 406
- Bokovoï Maïdan, km 411
- Intersection vers Doubitel, km 418

### Mordovie

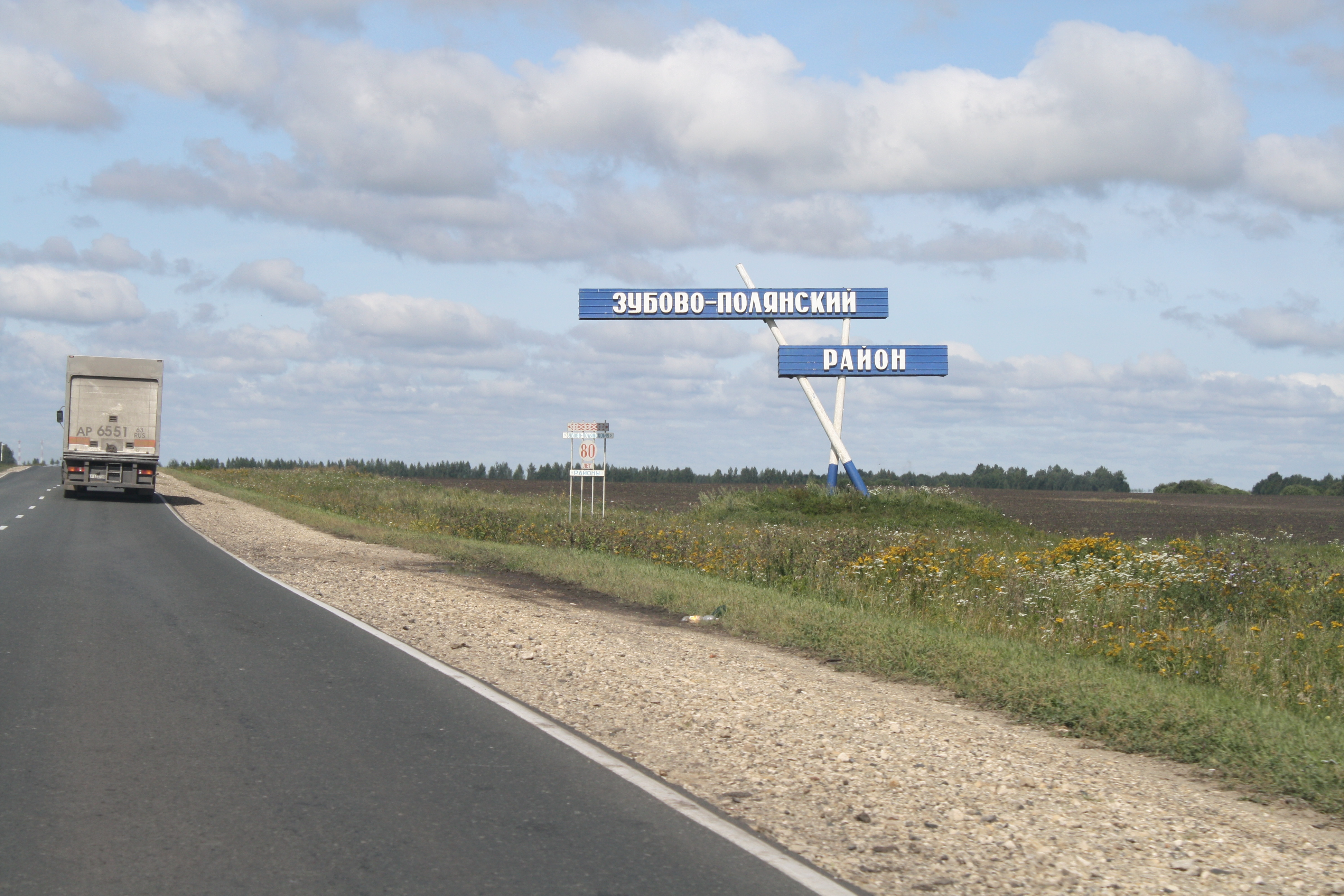
La route en arrivant en Mordovie.

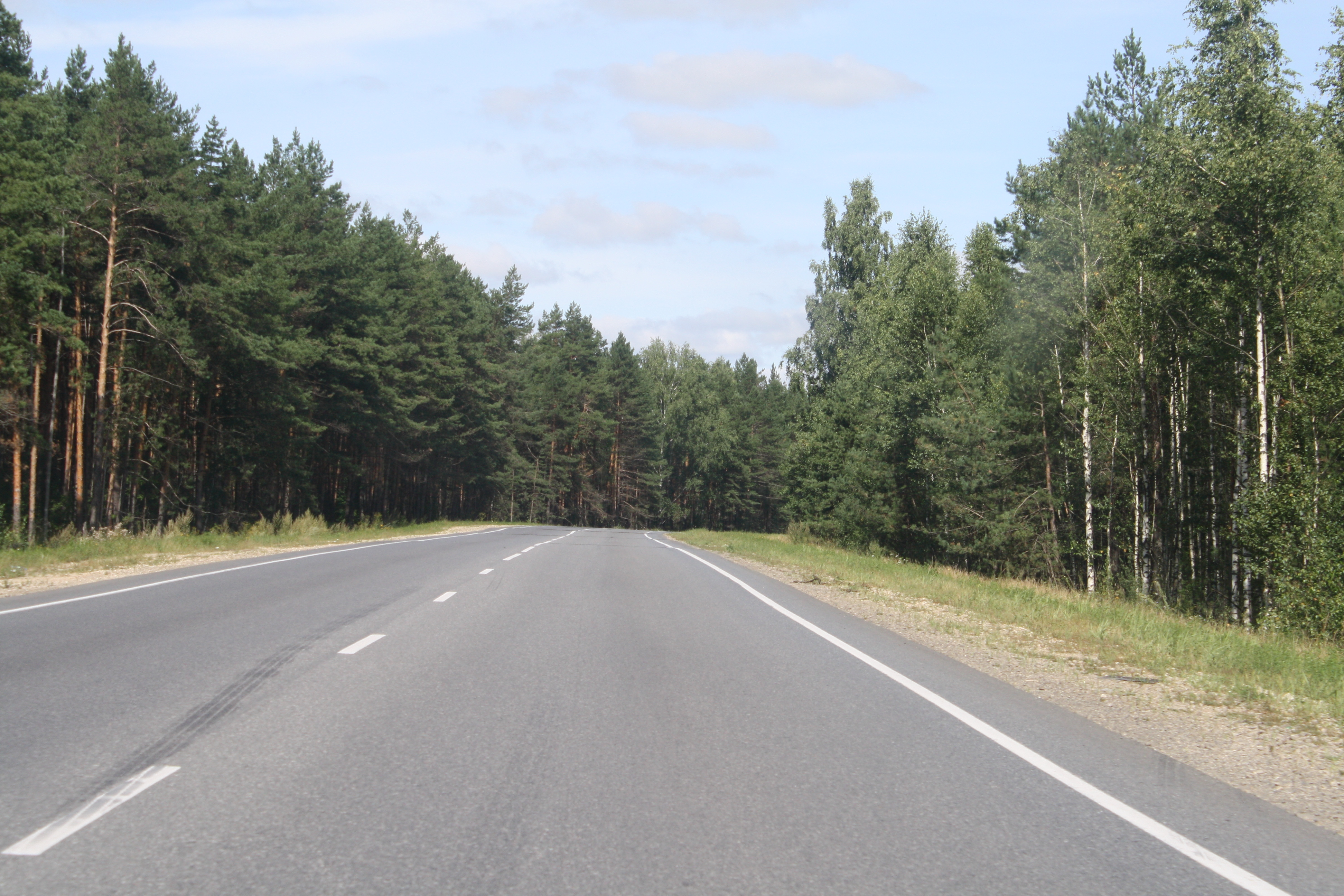
La route à travers une forêt en Mordovie.

Raïon de Zoubova Poliana, km 421
- Aire de repos , km 421
- Oumyot, km 430
- Tyoply Stan, km 432La route à travers une forêt en Mordovie.
- Zoubova Polyana, km 439
- Akim-Sergeïevka, km 445
- Noviïe Vyselki, km 453
- Kargal, km 457
- Zarubkino, km 458
- Échangeur entre  et  (vers Saransk), km 458

### Oblast de Penza
Raïon de Spassk, km 467
- Lipleyka, km 469
- Spassk, km 471
- Intersection vers Kochelevka, km 475
- Doubrovki, km 485
- Vedenyapino, km 492
- Zoubovo, km 498

Raïon de Nijni Lomov, km 499
vozoubovo, km 499
- Kouvak-Nikolskoïe, km 515
- Sery Klioutch, km 516
- Intersection avec la 58K-360, km 525
- Intersection avec la 58K-335 vers Nijni-Lomov et Kovylkino, km 528
- Intersection vers Nijni-Lomov, km 534
- Intersection avec la 58H-197, km 535
- Intersection vers Atmis, km 546
- Vigra, km 554
- Intersection avec la 58K-235, km 559

Raïon de Mokchan, km 563
- Intersection vers Shirokois, km 566
- Intersection avec la 58K-205 vers Kamenka, km 559
- Podgornoïe, km 576
- Intersection avec la 58H-197, km 583
- Plyoss, km 584
- Mikhaïlovka, km 586
- Simboukhovo, km 589
- Mokchan, km 595
- Début de 2x2 voies à chaussée séparée, km 606
- Possibilité d'inverser de sens, km 607
- Possibilité d'inverser de sens, km 609
- Possibilité d'inverser de sens, km 612
- Ramzaï,  Aire de service , km 612
- Possibilité d'inverser de sens, km 613
- Possibilité d'inverser de sens, km 615

Raïon de Bessonovka, km 617
- Échangeur entre  et  (vers Saransk et Saratov)

Ville de Penza, km 621
- Fin de 2x2 voies à chaussée séparée, km 626
- Feux multiples, Intersection avec l'Avenue de la Victoire, km 627
- ,  Aire de service , km 633
- Échangeur entre  et la rue Ostrovnaïa , km 634Échangeur du km 634
- Échangeur entre  et Avenue Austina, km 635
- Rivière Soura, km 635
- Possibilité d'inverser de sens, km 639
- Possibilité d'inverser de sens, km 641

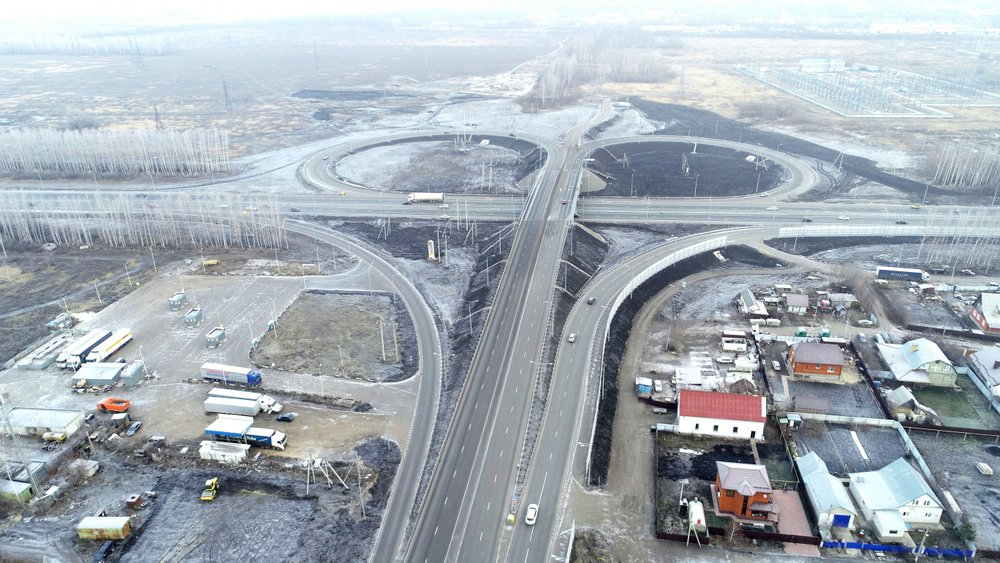
Échangeur du km 634

- Échangeur entre  et la rue Tchaadaïeva (vers Penza-est), , km 645
- Intersection vers Zaretchny, km 647
- Traversée de Tchemodanovka, km 650

Raïon de Bessonovka, km 650
- Kijevatovo, km 654
- Trofimovka, km 660

Raïon de Gorodichtche, km 667
- ,  Sortie vers Gorodichtche, km 679
- Sortie sur la 58K-59, km 683
- Sortie vers Arkhangelskoïe
- Aire de service  (deux sens), km 699
- Rivière Soura, km 704
- Sortie vers Tchaadaïevka, km 710
- , km 711
- Nijnyaïa Yelyuzan, km 715

Raïon de Kouznetsk, km 723
- Stary Kryazhim, km 726
- Makhalino, km 729
- Blagodatka, km 742
- Intersection sur la 58H-149 vers Kouznetsk-ouest, km 746
- Intersection Avenue Alekseïevskoïe vers Kouznetsk-sud, km 753
- Intersection Rue Khvalynskaïa vers Kouznetsk-sud, km 755
- Intersection sur la 58H-357 vers Kouznetsk-sud-est, km 758
- Intersection Rue Lougovaïa à Yevlashevo, km 772
- Intersection sur la 58H-148 vers Yevlashevo, km 776
- Kourmaïevka, km 781

### Oblast d'Oulianovsk
Raïon de Nikolaïevka
- Nagorny, km 787La route près de Nikolaïevka.

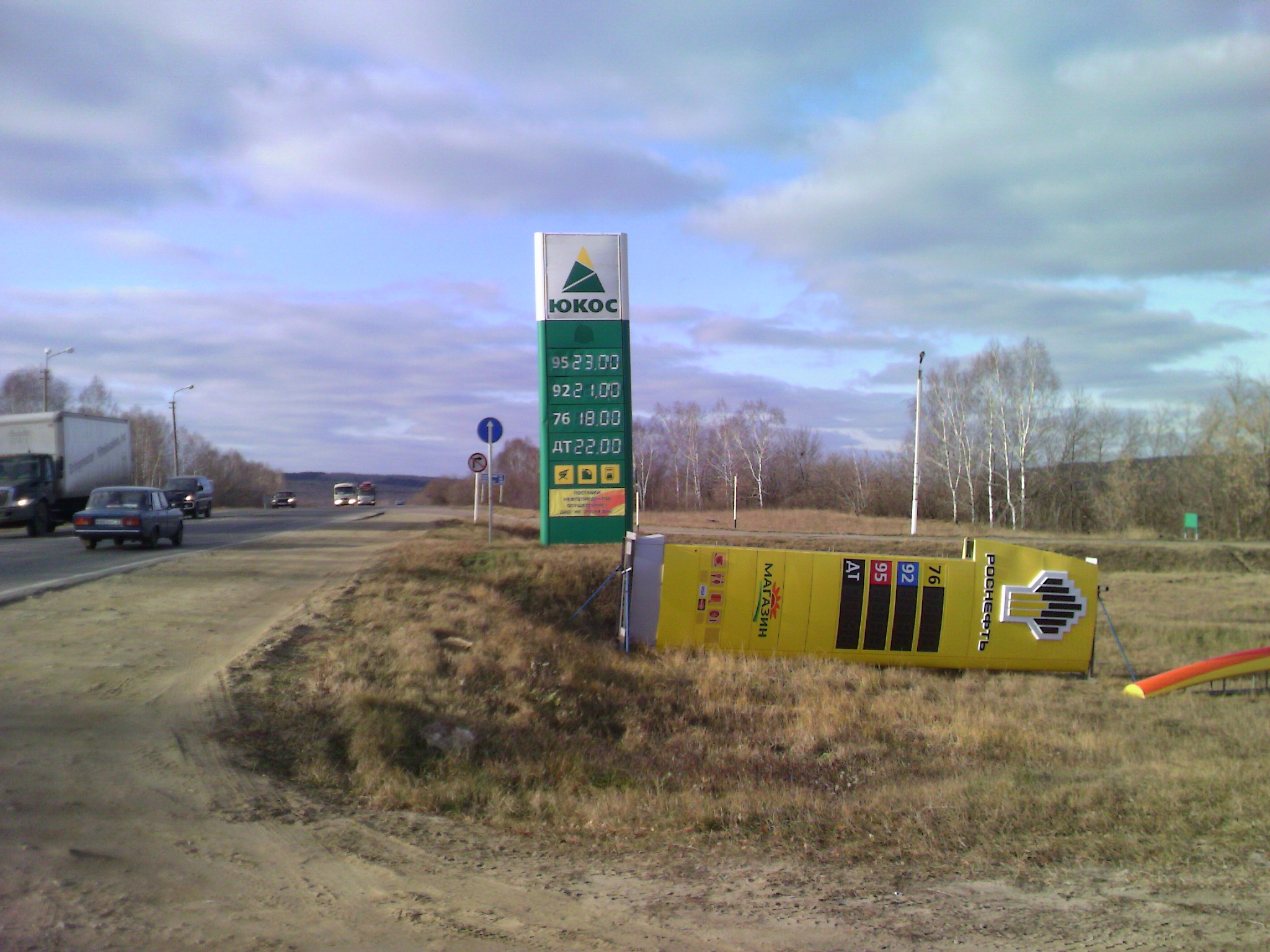
La route près de Nikolaïevka.

- Intersections avec la Rue Boyïvaïa et vers Baranovka, à Nikolaïevka, km 797
- Voldatchi, km 802
- Intersection vers Praskovyino, km 814
- Début de 2x2 voies à chaussée séparée, km 815
- Sortie vers Kanadey, km 822

Raïon de Novopasskoïe, km 823
- Fin de 2x2 voies à chaussée séparée,  Intersection sur la 73K-1427 à Novopasskoïe, km 836
- Intersection Rue Stroiteley vers Novopasskoïe, km 838
- Staroïe Tomychevo, km 849
- Intersection vers Koptevka, km 852

### Oblast de Samara

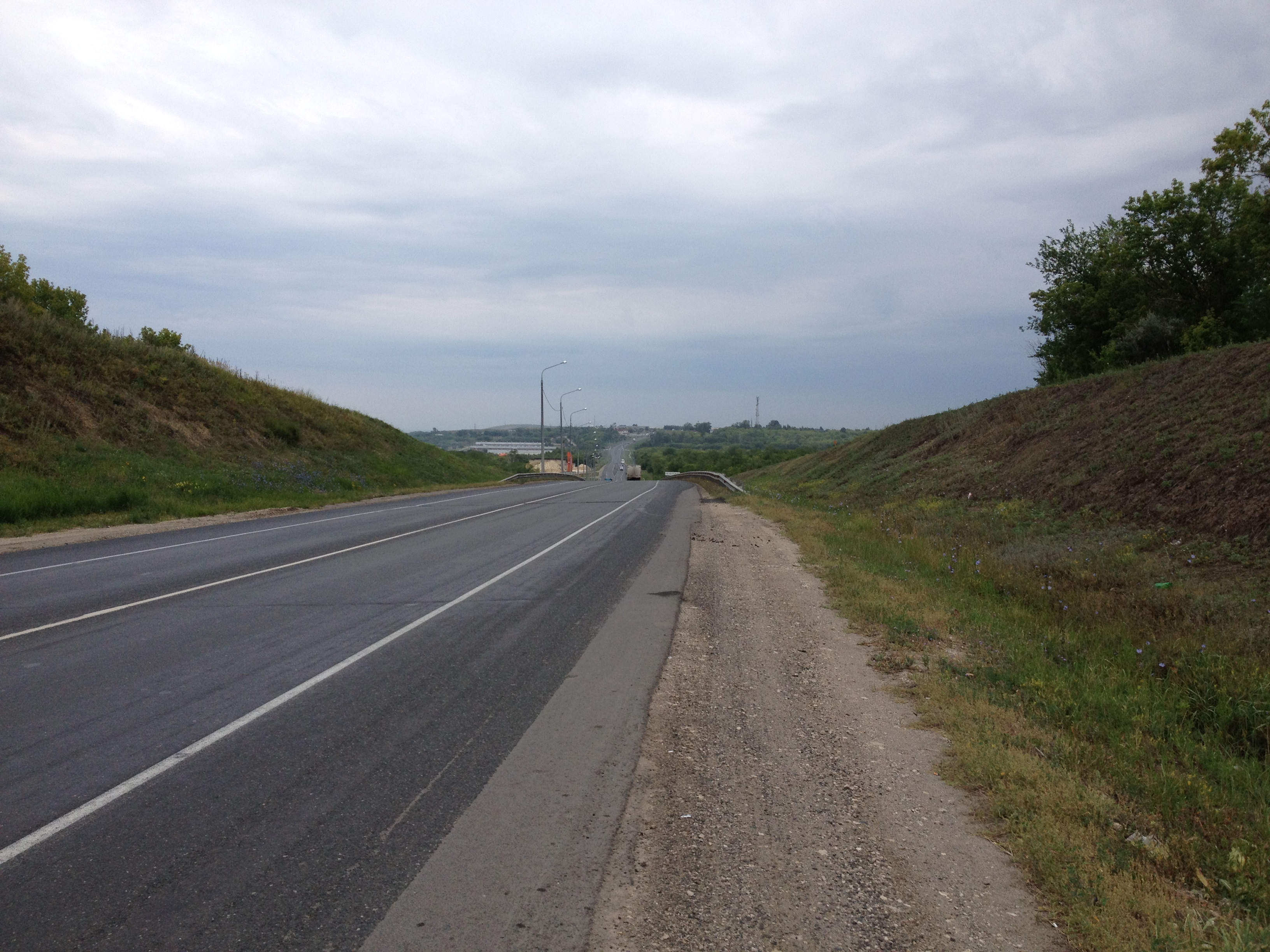
La route en sortant de Peretchskoïe.

Raïon de Syzran, km 863
- Échangeur entre  et  (vers Saratov et Volgograd), km 875
- Novozaborovskiy, km 879
- Intersection sur la 36K-600 vers Syzran, km 884
- Intersection Rue Lokomobilnaya vers Syzran et Oulianovsk, km 890
- Intersection avec la 36K-605 vers Syzran, km 893
- Sborny, km 896
- Intersection avec la 36K-614 vers Oktiabrsk, km 906
- Petcherskoïe, km 925La route en sortant de Peretchskoïe.
- Obraztsovy, km 931
- Mejdouretchensk, km 935
- Perevoloki, km 936La route non-loin de Perevoloki.

Raïon de Stavropol, km 938
- Bolchaïa Ryazan, km 945
- Valy, km 954

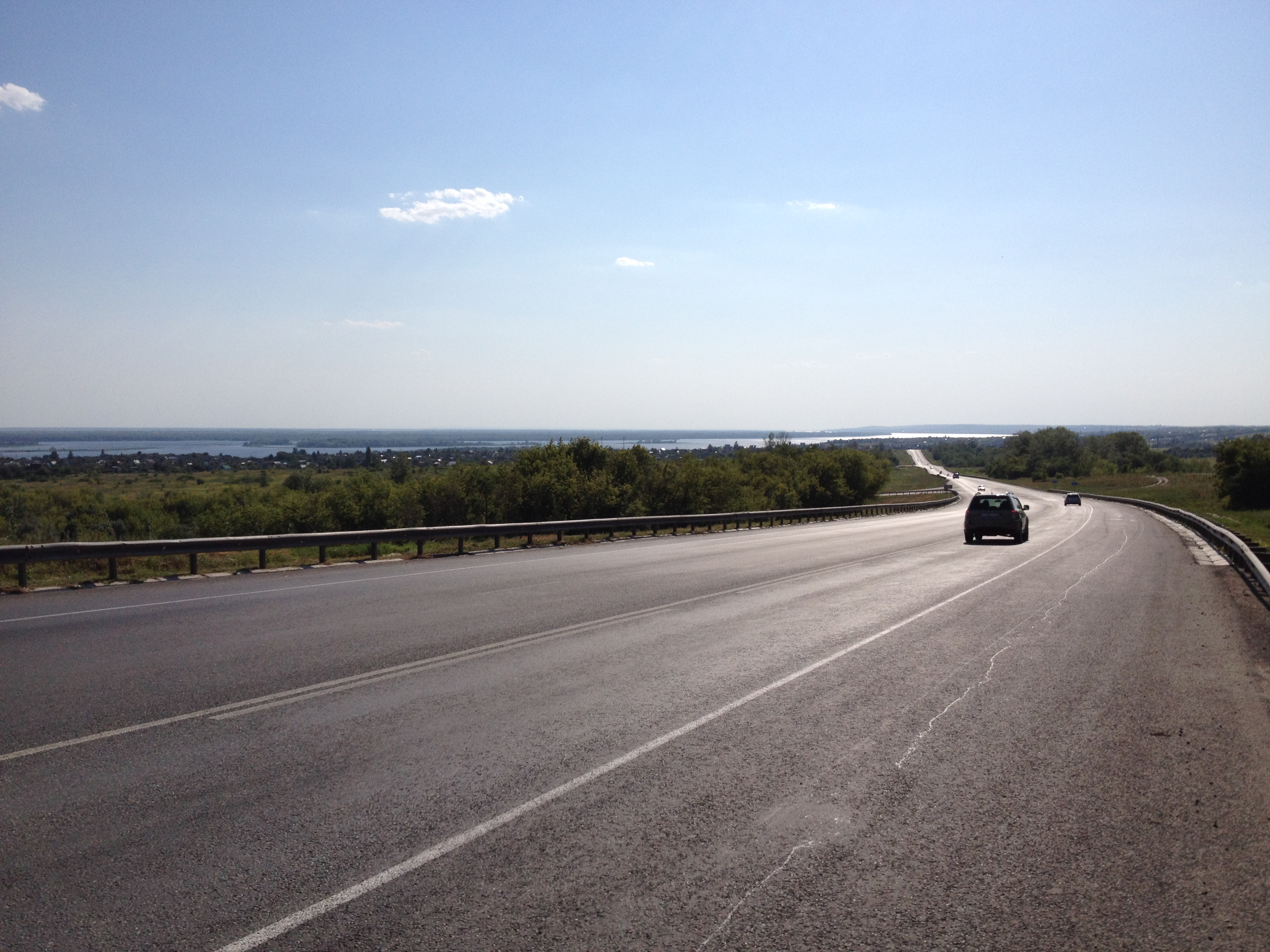
La route non-loin de Perevoloki.

- Intersection vers Alexandrovska, km 960
- Sortie Rue Magistralnaïa, km 965
- Entrée sur le Barrage de Jigouli-Kouïbychev, km 967
- Fleuve Volga
- Sortie du Barrage de Jigouli-Kouïbychev, km 972
- , Entrée à Togliatti, km 973
- Sortie à Komsomolskiy, km 973
- Sortie à Komsomolskiy, km 974
- Échangeur entre  et 36K-726 (vers Togliatti-centre), sortie de Togliatti, km 977La route en 2013 au niveau de l'échangeur de Togliatti.

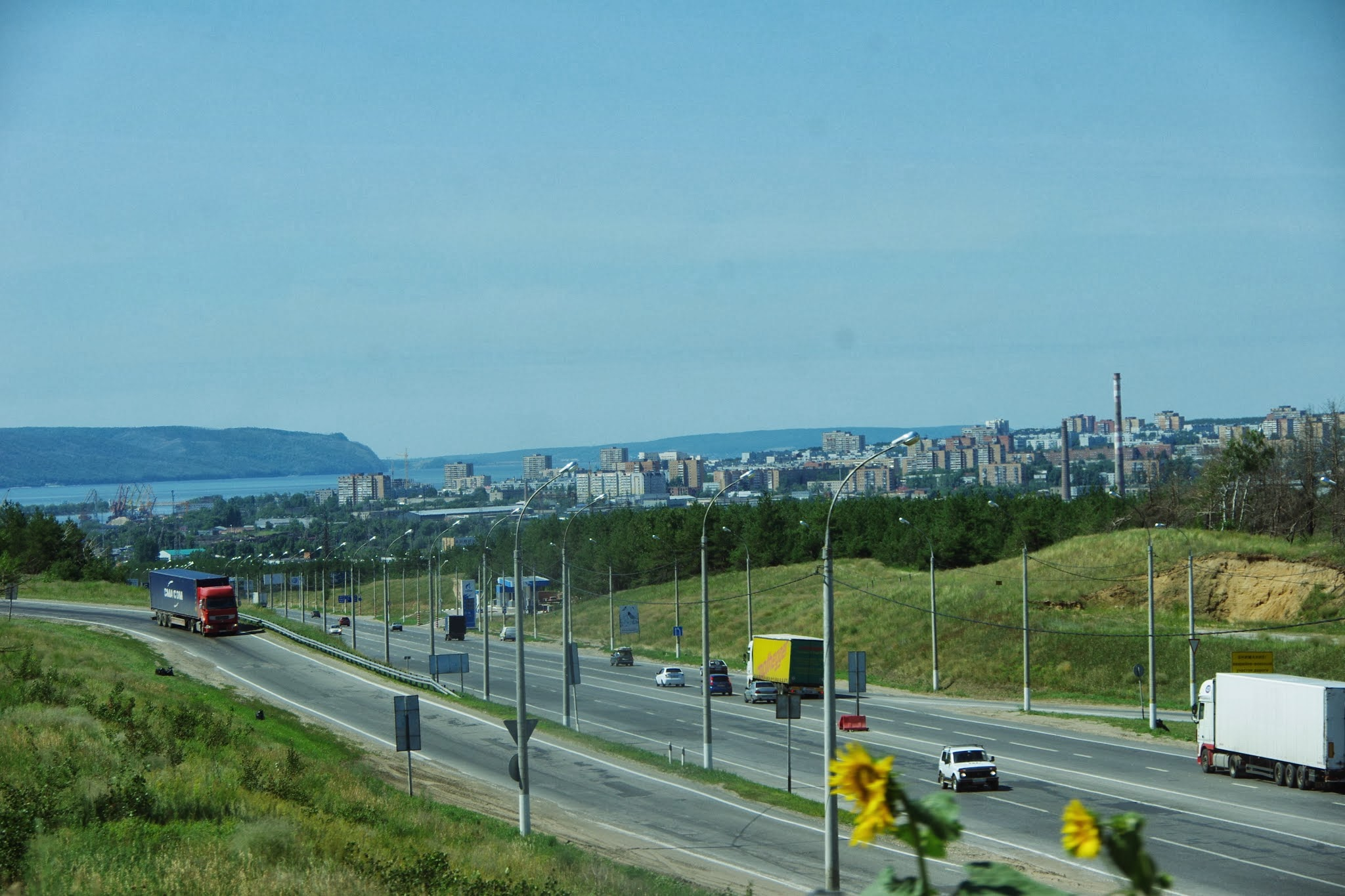
La route en 2013 au niveau de l'échangeur de Togliatti.

- Sortie à Zelyonovka, km 980
- Sortie vers Povoljskiy, km 987
- Sortie vers Pribrejny, km 997
- Sortie sur la 36K-381, km 1003

Raïon de Voljskii, km 1004
- Échangeur entre  et Rue Novo-Sadovaïa à Kouroumotch, km 1012

Raïon de Krasnoïarsk, km 1013
- Sortie sur la 36A-385 vers Voljskii, km 1015
- Sortie sur la 36A-389 vers Voljskii, km 1021
- Sortie à Svyazist, km 1026
- Rivière Sok, km 1030
- Échangeur entre , Avenue Moskovskoïe (vers Samara) et Р229 (vers Saratov) , km 1033
- , Belozyorki, km 1037
- Aire de service , km 1039
- Échangeur entre , 36K-277 et 36K-395 à Krasny Yar, km 1041
- Intersection vers Krasny Yar, km 1044
- Sortie sur la 36K-374, km 1045
- Intersection vers Khoroshenkoïe, km 1054
- Bytovik, km 1058
- Intersection vers Konezavod, km 1063

Raïon de Serguievsk, km 1070
- Tchernovka, km 1077
- Intersection sur la 36H-541, km 1094
- Intersection vers Serguievsk, km 1113
- Soukhodol, km 1114
- Intersection sur la 36K-273 vers Kinel-Tcherkassy, km 1117
- Intersection vers Sernovodsk, km 1119

Raïon d'Isalky, km 1131
- Intersection sur la 36K-191 vers Chentala, km 1144
- Intersection sur la 36K-858 vers Pokhvistnevo, km 1145

Raïon de Kamyshla, km 1162
- Intersection sur la 36K-467 vers Kamychla et Pokhvistnevo, km 1179La route au km 1178.

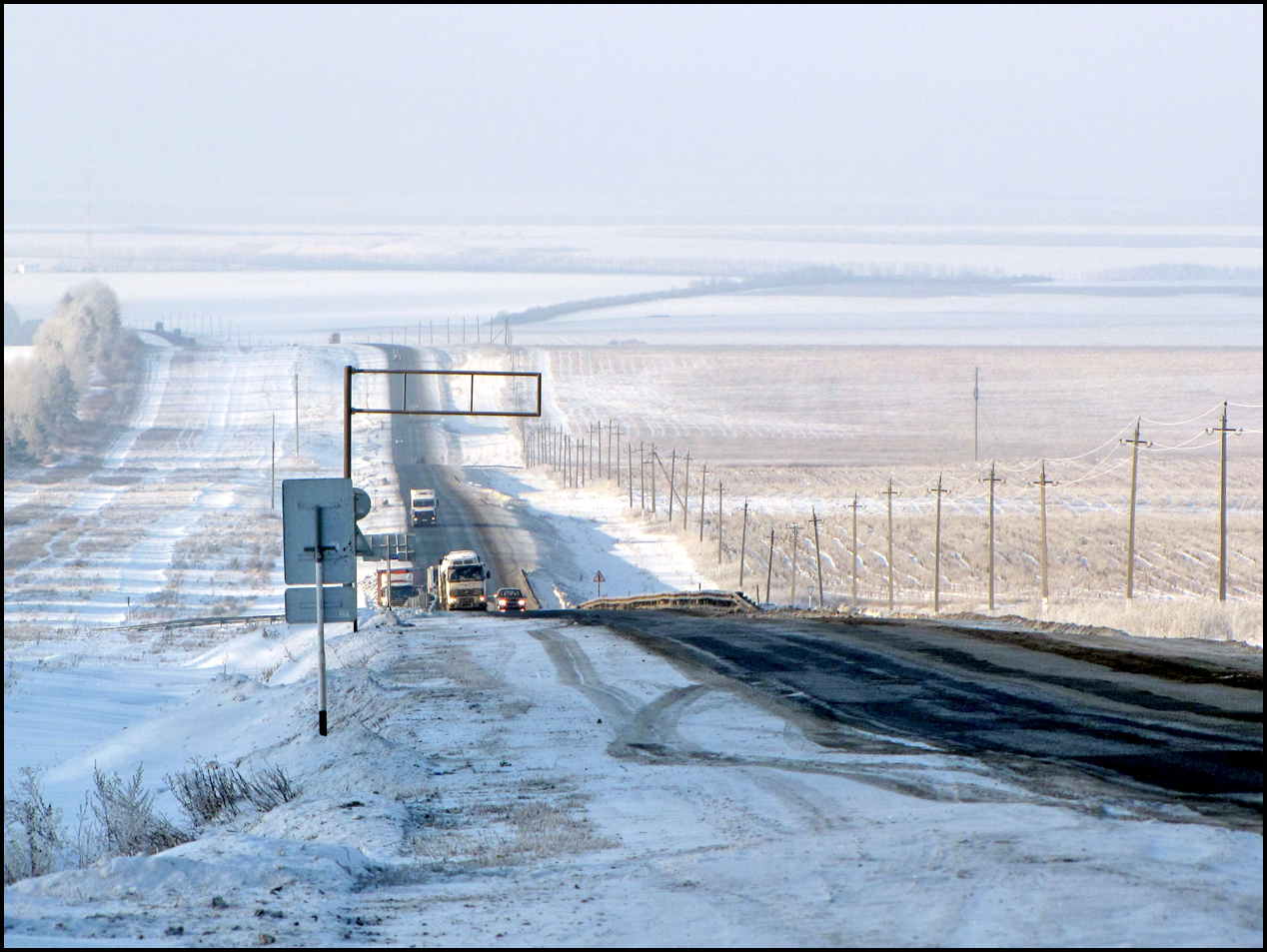
La route au km 1178.

### Oblast d'Orenbourg
Raïon de Severnoïe, km 1195
- Intersection Tourgaï, km 1200
- Intersection sur la 53K-2801000 vers Severnoïe, Bougoulma et Bougourouslan, km 1205

### Tatarstan
Raïon de Bougoulma, km 1243
Raïon de Bavly, km 1257
- Carrefour giratoire avec la  (Kazan — Orenbourg — Kazakhstan) près de Bavly, km 1262
- Aleksandrovka, km 1272
- Intersection sur la 16K-0025 vers Aznakaïevo, km 1278
- Intersection avec la 16K-0505 vers Oktiabrski, km 1281

### Bachkirie
Raïon d'Oktiabrski, km 1282
- Rivière Ik, km 1282

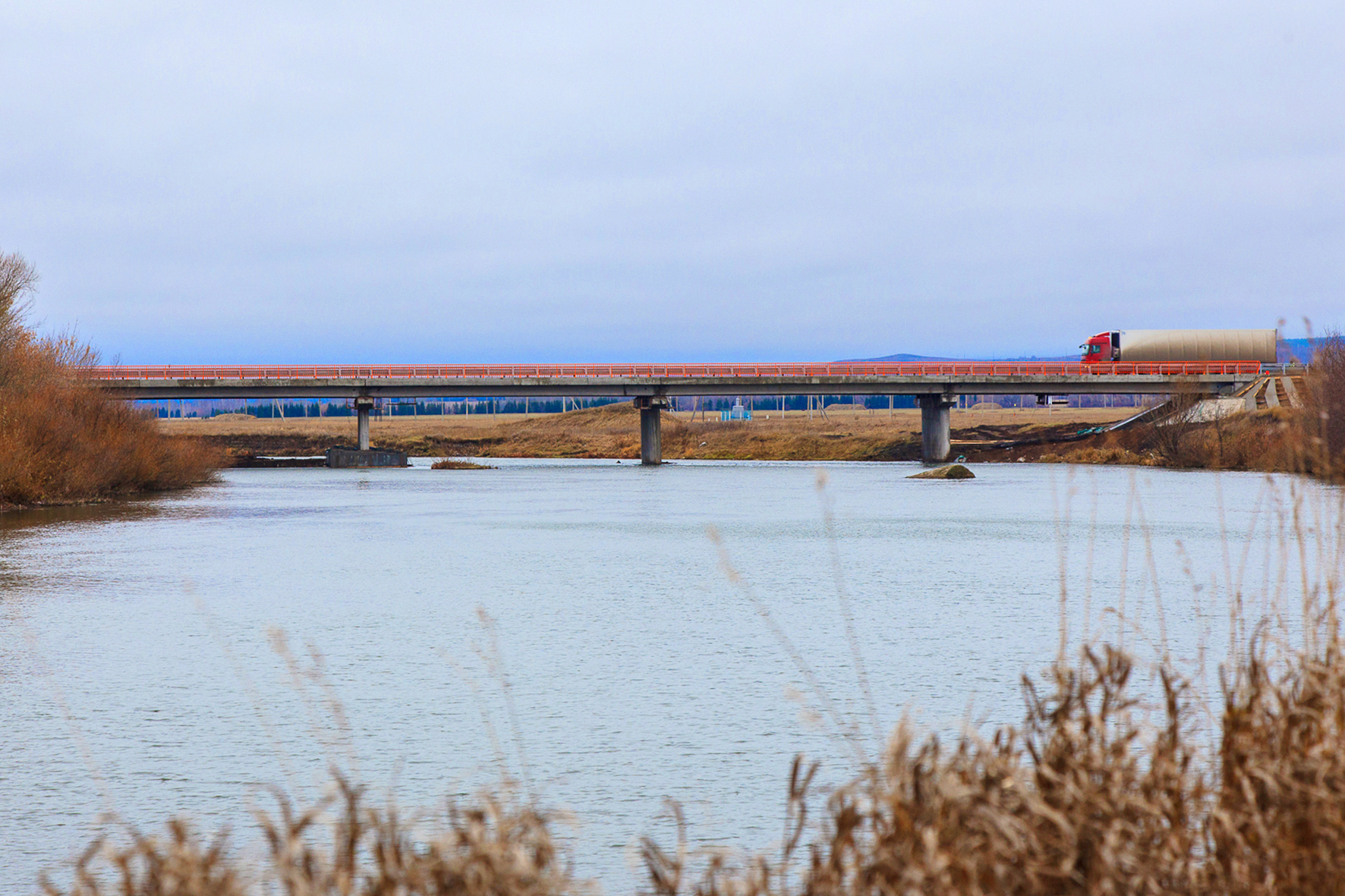
Pont sur la rivière Ik.

- Intersection vers Oktiabrski, km 1285

Raïon de Touïmazy, km 1290
- Intersection Rue Kosmonavtov vers Oktiabrski, km 1296
- Intersection avec la 80H-056 vers Serafimovskii, km 1307
- Intersection avec la 80K-002 vers Touïmazy et Kendektamak, km 1317
- Novosoukkulovo, km 1319
- Intersection vers Kandry, km 1335
- , km 1337
- Sortie vers Kandry, km 1340Sortie de Kandry, km 1340.
- , km 1345
- Tyoupkildy, km 1348

Raïon de Bouzdyak, km 1353
- Youldouzy, km 1356
- , km 1360

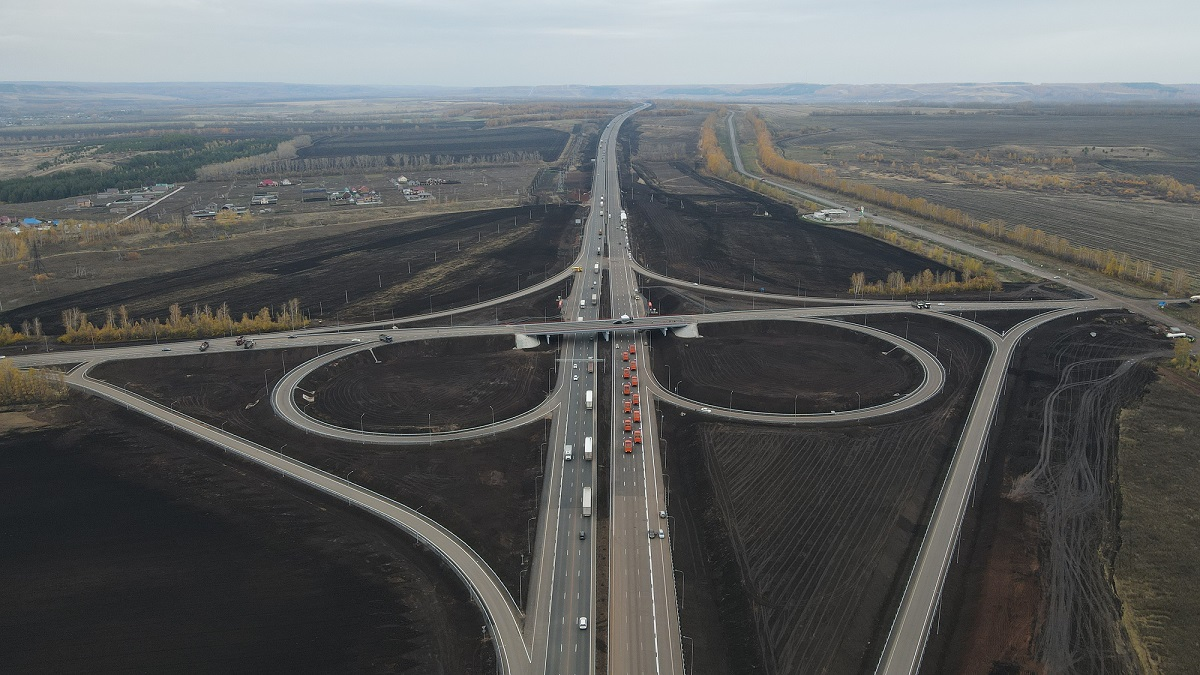
Sortie de Kandry, km 1340.

- Sortie à Staryye Bogady, km 1364
- Échangeur entre  et 80H-012 vers Bouzdyak et Tchekmagush, km 1370
- , km 1376

Raïon de Blagovar, km 1377
- Staryye Sanny, km 1382
- Pervomayskiy, km 1387
- ,  Sortie à Mirny, km 1392L'autoroute en hiver au km 1395.

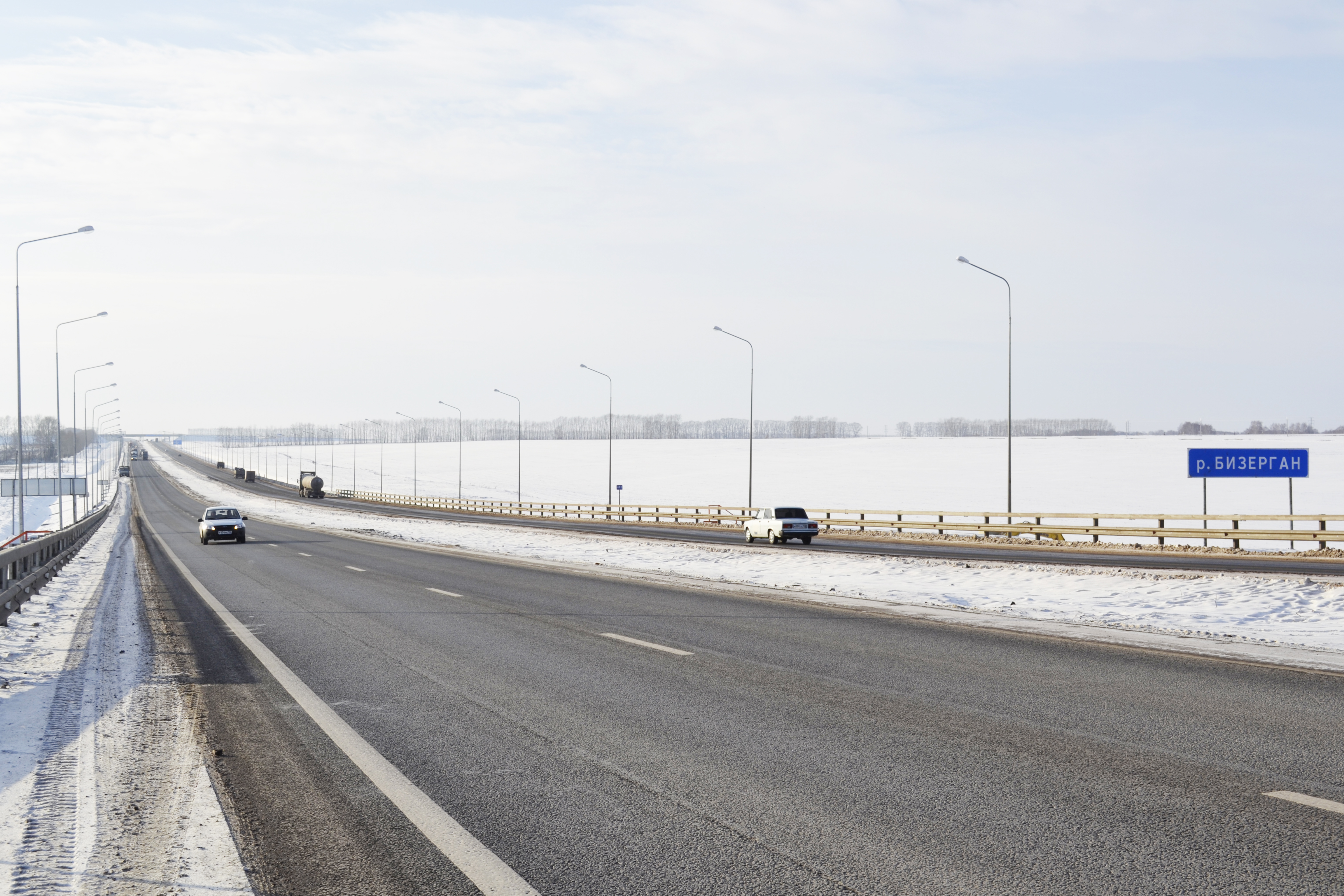
L'autoroute en hiver au km 1395.

- Sortie à Toporinka, km 1396
- Sortie vers Khlebodarovka et Khlebodarovka, km 1402
- Sortie (sens est) vers Yazkovo, km 1403
- Sortie (sens est) vers Ouzybach et Kachkalachi, Possibilité d'inverser de sens, km 1412
- Possibilité d'inverser de sens, km 1413

Raïon de Tchismy, km 1416
- Sortie (sens ouest) vers Aminevo, km 1421
- Aire de repos , km 1422
- Sortie à Novaïa, km 1424
- Échangeur entre  et 80K-011 vers Arslanovo et Tchismy, km 1429
- Sortie à Ourazbakhty, km 1435L'autoroute avec Alkino au fond à droite.

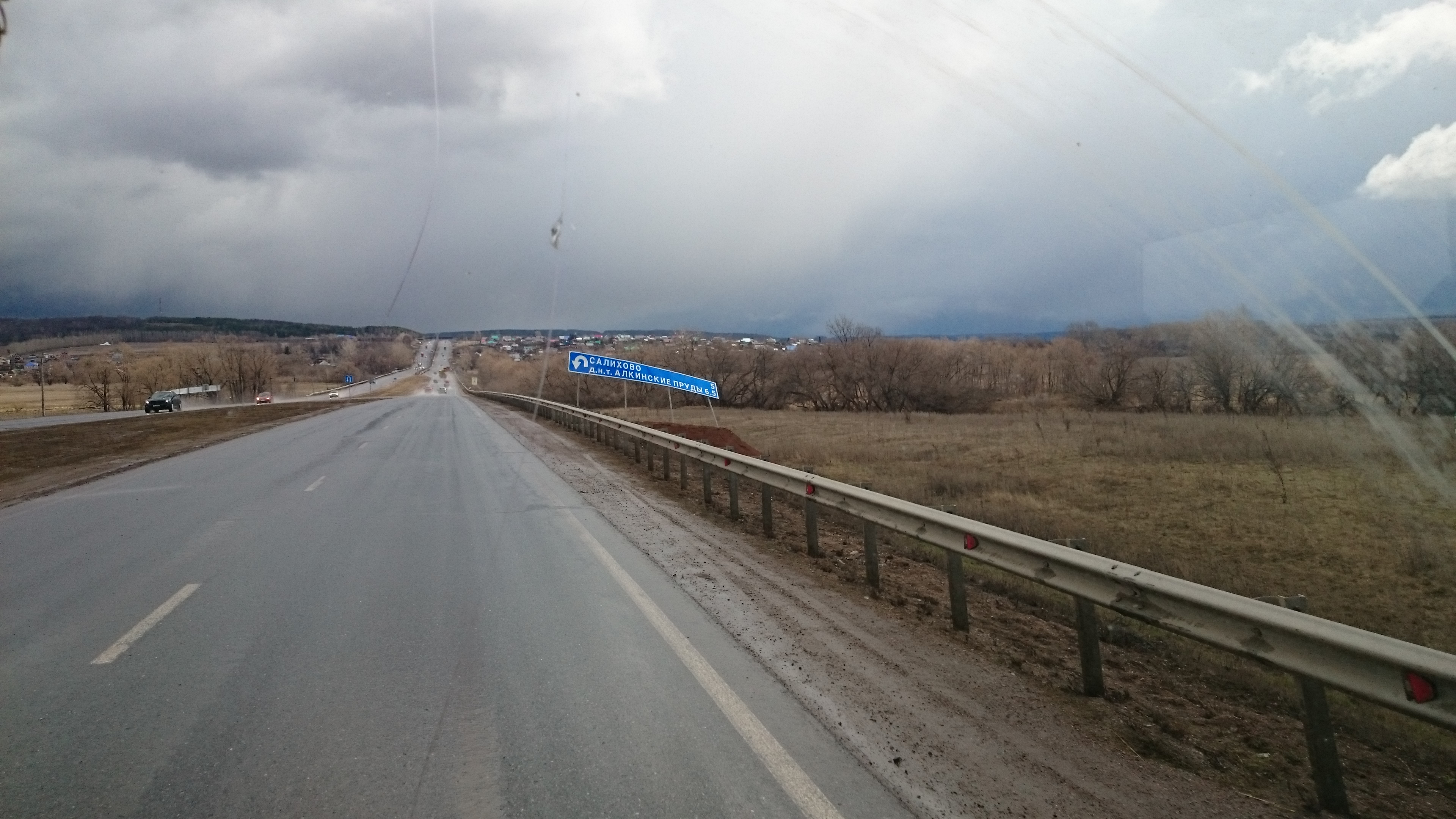
L'autoroute avec Alkino au fond à droite.

- Sortie à Ouzytamak et Alkino, km 1440

Raïon d'Oufa, km 1446
- Sortie vers Avdon et Ouptino, km 1450
- Échangeur entre  et Р240 (vers la ), km 1452
- Aire de service , km 1455
- Sortie sur la Rue Tsentralnaïa vers Dyoma, km 1456
- Aire de repos , km 1460
- Rivière Dyoma, km 1461

Ville d'Oufa, km 1465
- Échangeur entre  et Р240 (vers Oufa-centre et Orenbourg), km 1466
- Rivière Belaïa, km 1470
- Échangeur entre  et Avenue de Nagaïevo vers Oufa-sud-est et Nagaïevo, km 1475
- Sortie vers Chmidtovo et Fyodorovka, km 1480
- , km 1481

Raïon d'Oufa, km 1483
- , km 1483
- Sortie vers Rousskiy Yourmach, km 1485

Raïon d'Iglino, km 1491
- Sortie vers Oufa-nord, , km 1493
- Terekhovskiy, km 1500
- Intersection avec la 80K-009 vers Iglino, km 1501
- Leninskoïe, km 1506
- Intersection vers Baltika, km 1509
- Intersection vers Zagorskoïe, km 1514
- Iskra, km 1519
- Kalininskiy, km 1522
- Intersection vers Austrum, km 1524
- Intersection vers Pyatiletka, km 1526
- Tikeïevo, km 1532
- Rivière Sim, km 1534
- Intersection vers Nijnie Lemeï, km 1542
- Intersection avec la 80K-010 vers Oulou-Telyak, km 1543

### Oblast de Tcheliabinsk
Raïon d'Acha, km 1549
- Aire de service , km 1549
- Intersection vers Oust-Kourychka, km 1553
- Intersection avec la 75K-051 vers Acha, km 1560La M5 en arrivant à Sim en hiver.
- Sim, km 1591

Raïon de Katav-Ivanosk, km 1606

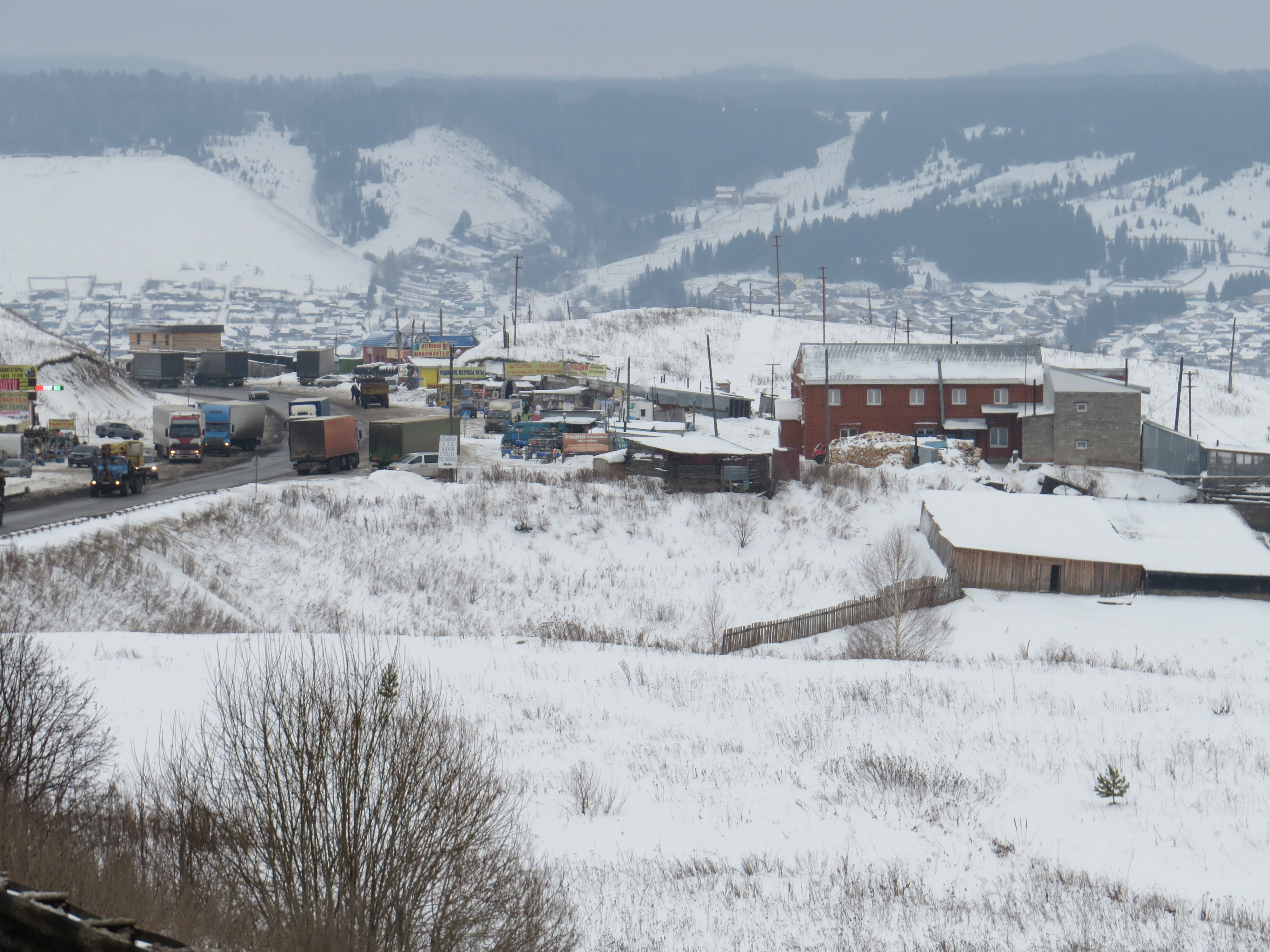
La M5 en arrivant à Sim en hiver.

- Intersection avec la 75K-055 et la 75K-117 vers Mesyagoutovo et Araskoïe à Charlach, km 1609

### Bachkirie
Raïon Salvatsky, km 1610
- Intersection vers Ichimbaïevo et Mindichevo, km 1615

### Oblast de Tcheliabinsk
Gorod d'Oust-Katav, km 1619
- Intersection avec la 75K-255 vers Oust-Katav et Katav-Ivanovsk, km 1622
- Rivière Katav, km 1624
- Intersection vers Oust-Katav, km 1626

Raïon de Katav-Ivanovsk, km 1636
- Intersection avec la 75K-122 vers Sovkhozni et Katav-Ivanovsk, km 1643
- Rivière Iouriouzan, km 1624
- Intersection vers Iouriouzan et Triokhgorny, km 1646

Raïon de Satka, km 1663
- Intersection avec la 75K-532 vers Mesda, km 1667
- Intersection avec la 75K-198 vers Bakal, km 1674

- Intersection avec la 75K-200 vers Satka et le Parc national Ziouratkoul, km 1697
- Intersections avec la 75K-203 vers Satka et le lac Tchiornaïa Retchka, km 1702
- Intersections avec la 75K-337 vers Satka et le lac Ziouratkoul, km 1705
- Intersections avec la 75K-202 vers à Beriozovy Most, km 1706
- Intersections avec la 75K-202 vers Berdiaouch et le lac Ziouratkoul, km 1705

Okroug urbain de Zlatooust, km 1713
- Ioujny, km 1717
- Intersections avec la 75K-091 vers Medvedevka et Koussa, km 1720
- Sortie sur la 75K-013 vers Zlatooust, km 1737
- Point d'observation sur l'Ourenga (chaîne de l'Oural), km 1739

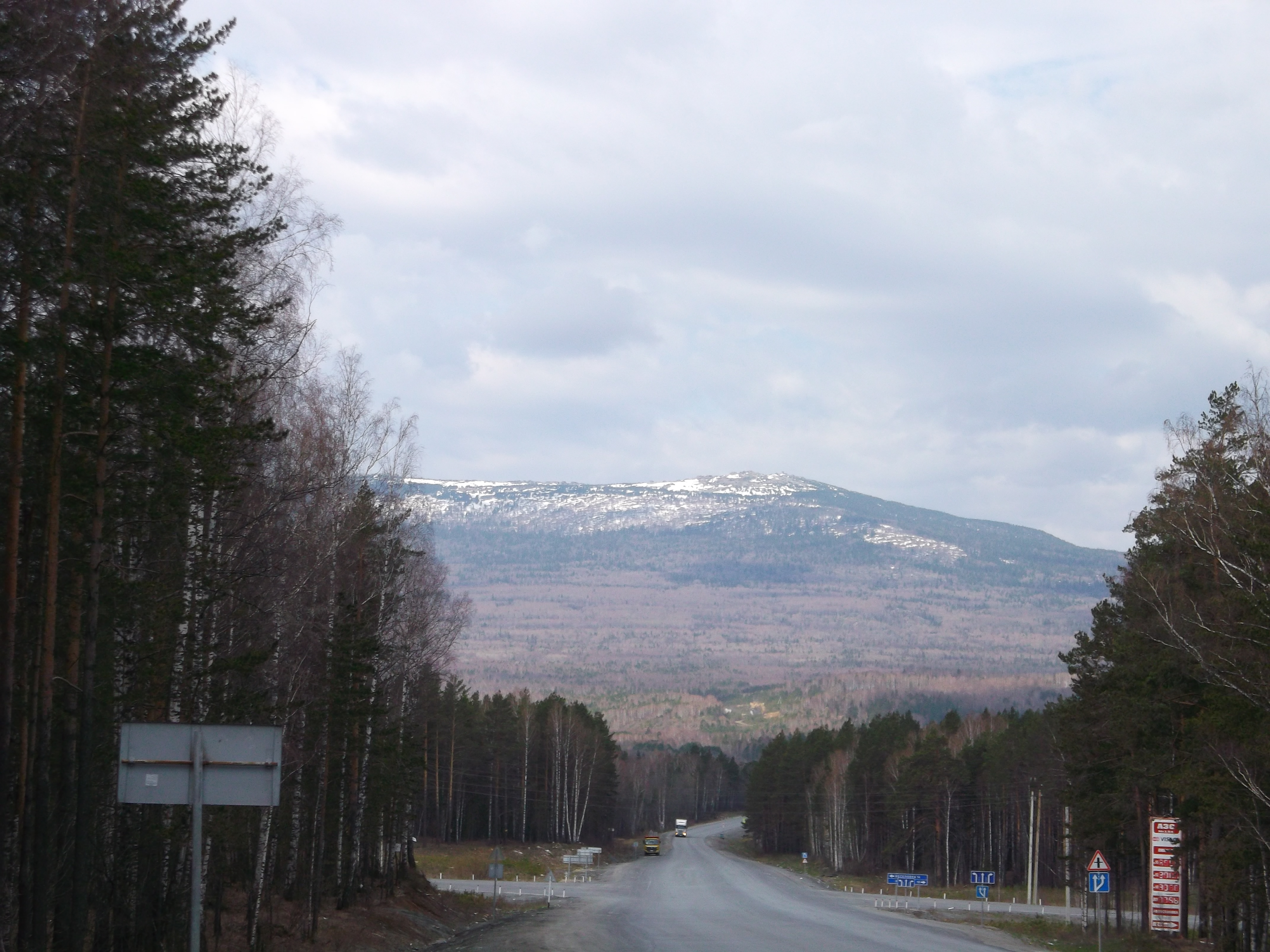
Intersection vers Vesselovka et Zlatooust. La crête d'Ourenga domine le paysage.

- Rivière Aï, km 1747Intersection vers Vesselovka et Zlatooust. La crête d'Ourenga domine le paysage.
- Intersection vers Vesselovka et Zlatooust, km 1748
- Intersection vers Zlatooust, km 1751

Okroug urbain de Miass, km 1756
- Intersection vers  Oural-Datcha, km 1763
- Gorny et Nijniy Atlyan, km 1766
- Intersection vers Leninsk, km 1767
- Rodnitchnok, km 1774
- Intersection avec la 75K-171 vers Tchernovskoïe et Miass, km 1780
- Intersection avec la 75K-162 vers Miass, km 1780
- , km 1791

Raïon de Tchebarkoul, km 1795
- Échangeur entre  et 75K-006 vers Tchebarkoul et Sarafanovo, km 1798
- Aire de repos , km 1799
- Sortie vers Poustoziorovo et Melnikovo, km 1804
- Aire de service , km 1805
- Sortie à Travniki, km 1812
- Sortie sur la 75K-277 vers Tchebarkoul, km 1821
- Sortie à Timiriazevski, km 1825
- Échangeur entre  et 75K-271 vers Plast et Bichkil, km 1828
- Aire de repos , km 1838

Raïon Sosnovki, km 1839
- Sortie à Vitaminny, km 1844
- Aire de service , km 1845
- Sortie à Poletaïevo, km 1851Vue de la M5 (en 2012) à l'échangeur avec le contournement de Tchéliabinsk.

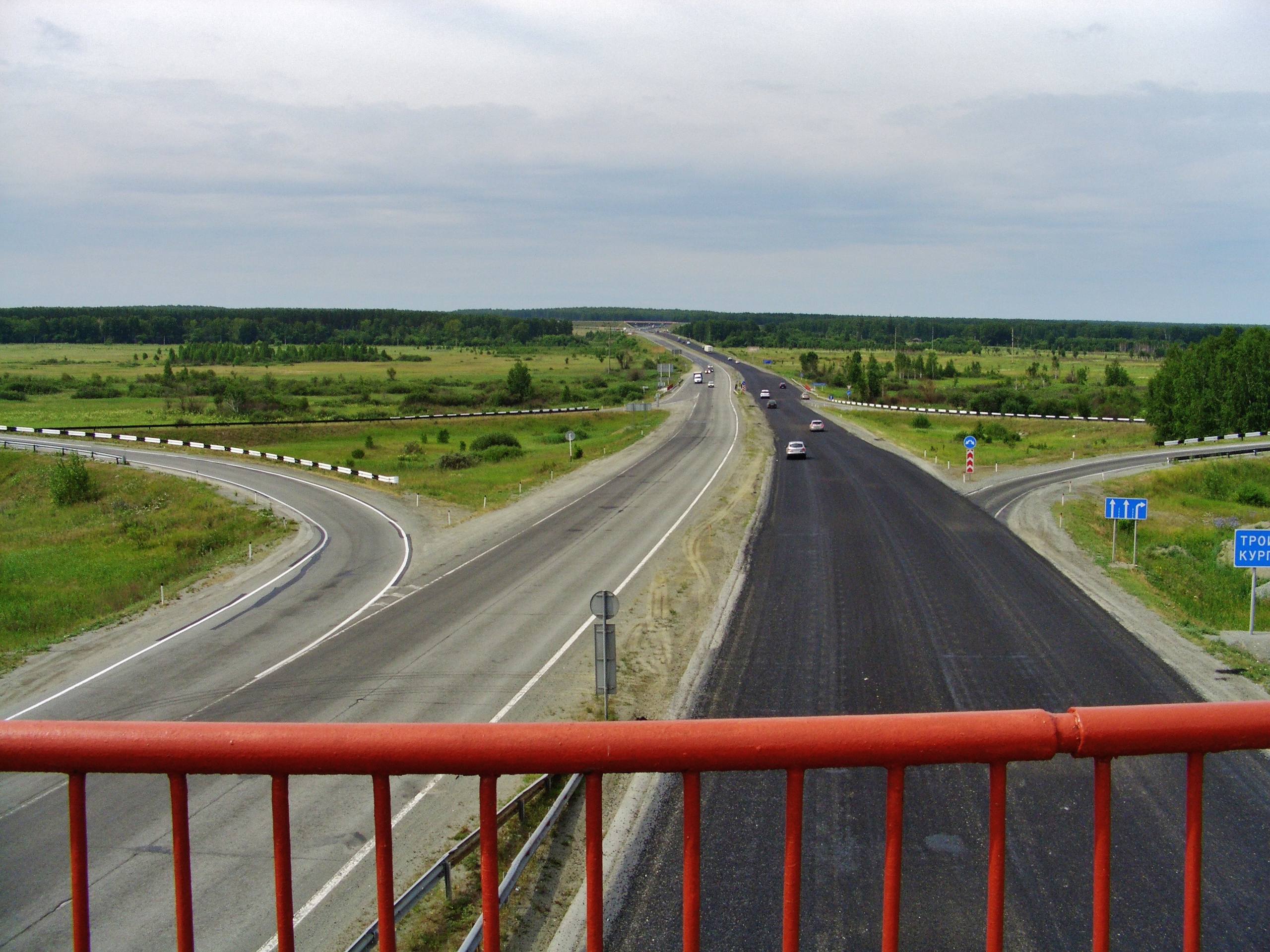
Vue de la M5 (en 2012) à l'échangeur avec le contournement de Tchéliabinsk.

- Échangeur entre  et 75K-205 (Tchkad — rocade de Tcheliabinsk qui se connecte à la  vers Novossibirsk), km 1853
- Sortie à Sargazy, km 1858
- Sortie au raïon Sovietski, km 1867

Ville de Tcheliabinsk, Raïon Sovietski, km 1869
- Sortie au raïon Sovetski, , km 1869
- Intersection avec les Rues Neftebazovaïa et Blioukhera, fin de la M5, km 1872[7].

### Branche Tcheliabinsk — Iékaterinbourg
Oblast de Tcheliabinsk, Raïon Sosnovki, km 13
- , km 13
- Sorties à Kazantsevo, km 14
- Aire de service , km 17
- Sortie à Novoïe Pole et vers Rochtchino, km 19
- Aire de service , km 20
- Sortie sur la 75K-007, km 24
- Échangeur entre  et 75K-205 , km 25
- Échangeur entre  et 75K-138 (fait partie du Tchkad — rocade de Tcheliabinsk), km 27
- Sorties à Soultaïeva, km 38
- Aire de service , km 41
- Sortie (sens nord) à Tchichma, km 46
- Sortie (sens sud) à Smolnoïe, km 47
- Rivière Tetcha, km 53
- Sortie (sens nord) à Bolchoïe Taskino, vers le lac Kaldy, km 58

Raïon de Kounachak, km 59
- Sortie sur la 75K-149 vers Kounachak, vers le lac Ouïelgui, km 64
- Sortie (sens sud) vers Ibragimova, vers le lac Irtiach, km 71
- La M5 à Karagaykoul. Sortie (sens nord) vers Karagaykoul, km 73

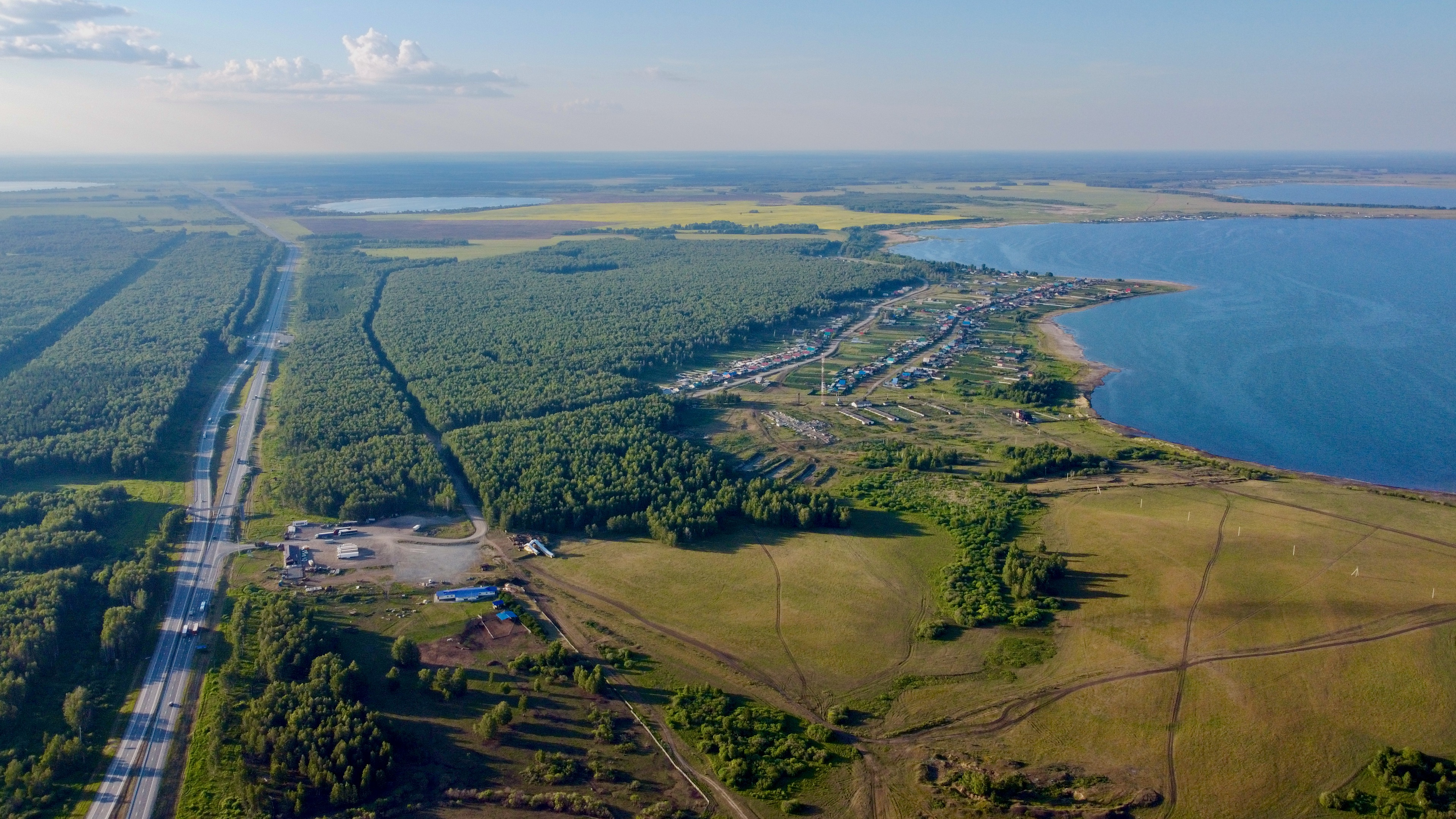
La M5 à Karagaykoul.

- Sortie sur la 75K-150 vers Bolchoï Kouyach, km 80
- Sortie (sens sud) à Maly Kouyach, km 84

Raïon de Kasli, km 94
- Sortie (sens nord) vers Tatarskaïa Karabolka, km 94
- Sortie (sens sud) vers Allaki, , km 105
- Intersection avec la 75K-16 vers Kasli et Kychtym, km 109
- Intersection avec la 75K-107 vers Tioubouk, km 110La M5 entrain avant d'avoir été élargie à Tioubouk.

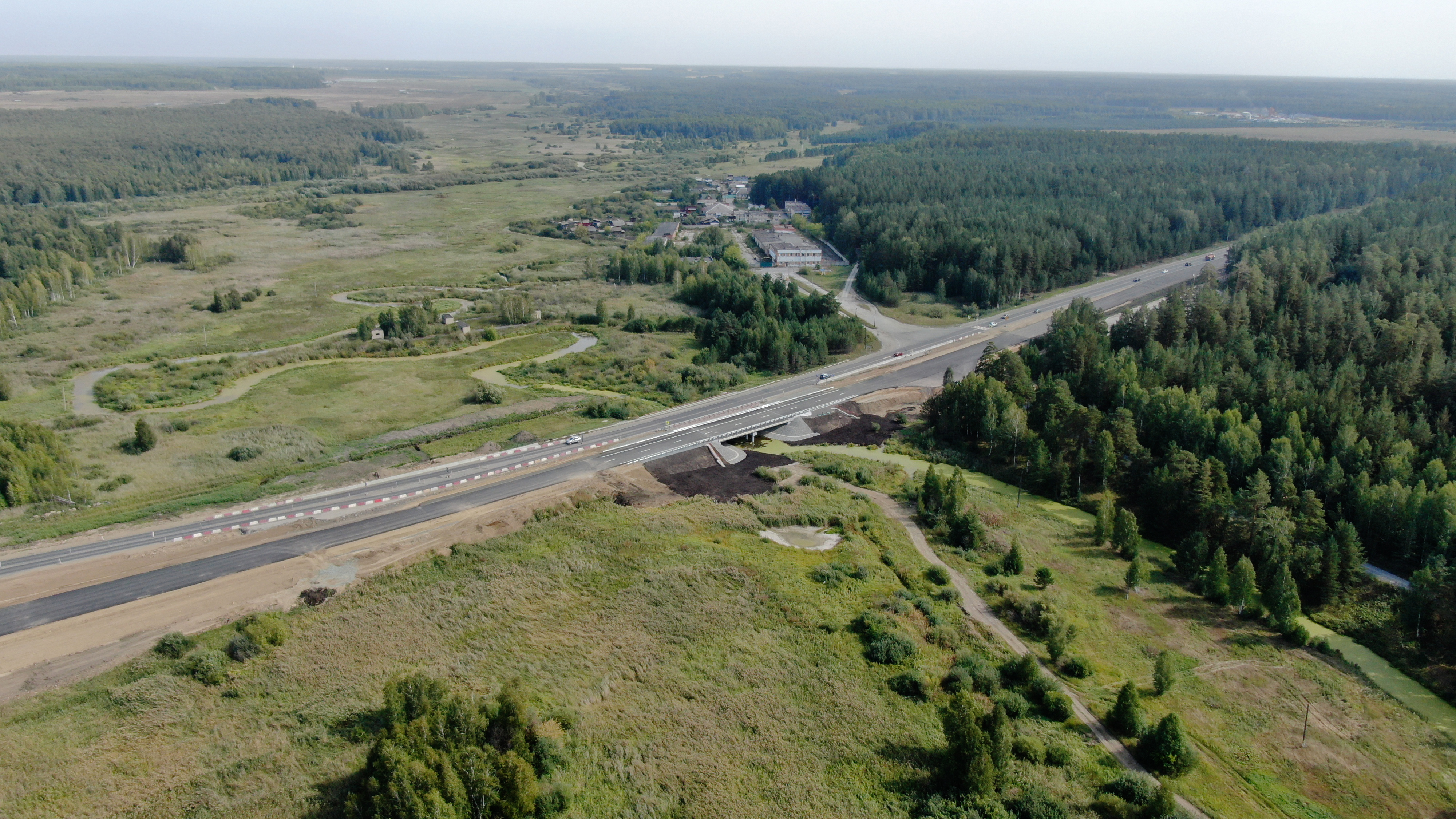
La M5 entrain avant d'avoir été élargie à Tioubouk.

- Intersection vers Tioubouk, km 112
- Intersection vers Tioubouk, km 113
- Intersection vers Snejinsk et le lac Sinara, km 115
- Intersection vers Znamenka, km 118
- Intersection vers Kleopino, km 121
- ,  Sortie (sens nord) vers Chtcherbakovka, km 124
- Aire de service , km 128

Oblast de Sverdlovsk, Raïon de Syssert, km 133
- La M5 au km 139 avec le lac Boïevskoïe. Sortie vers Nikolskoïe, km 140

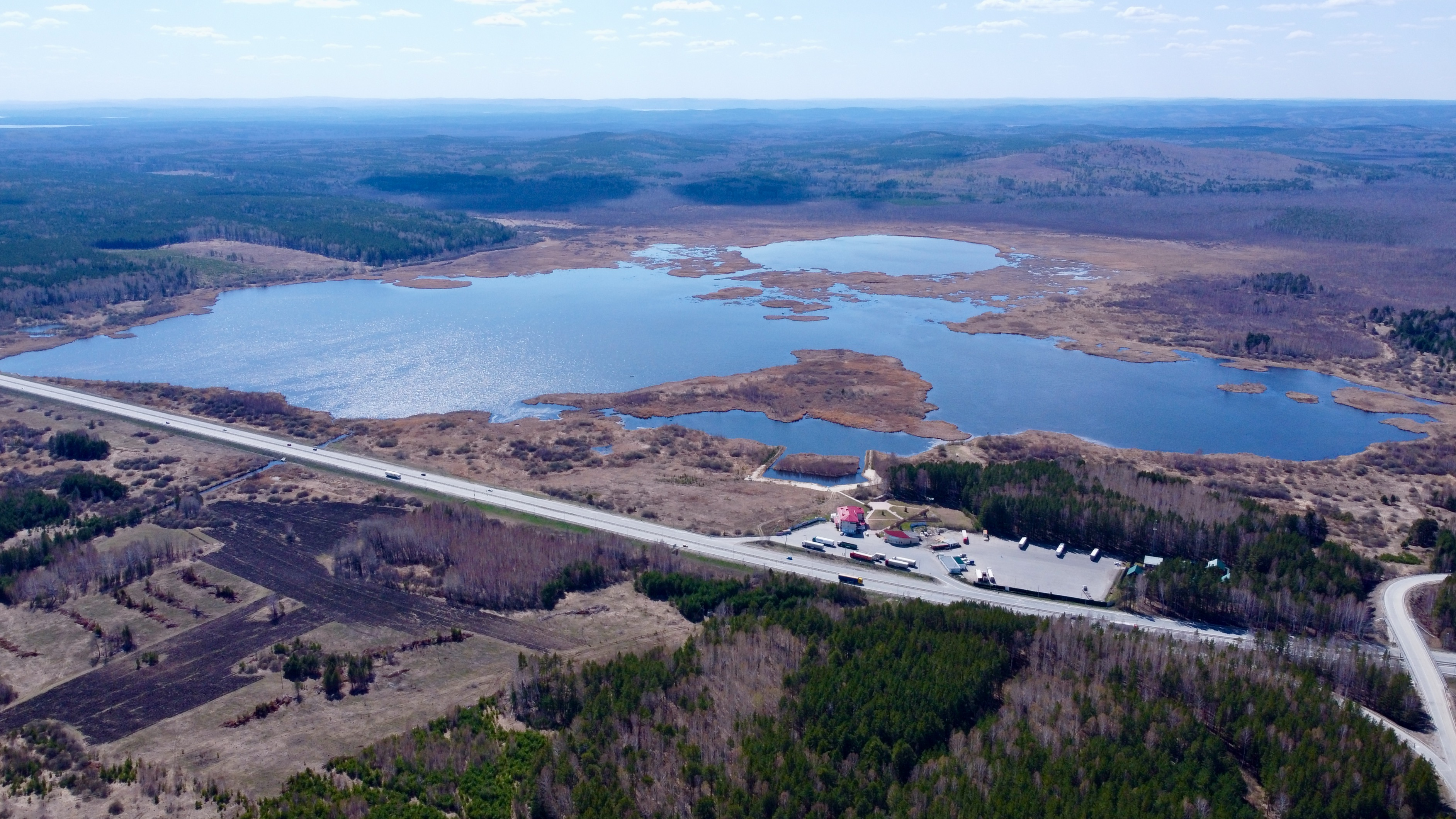
La M5 au km 139 avec le lac Boïevskoïe.

- Sortie vers Kosmakova, km 147
- Sortie sur la 65K-2501000 vers Syssert-sud, km 158
- Sortie sur la 65K-0001110 vers Syssert-sud, km 162
- Sortie à Kachino, km 170
- Sortie sur la 65K-2501000 vers Syssert-nord à Kachino, km 171
- Sortie (sens sud) à Klever, km 175
- Sortie vers Pervomayskiy et Oktiabrskiy, km 179
- Sortie vers Patrouchi et Aramil, km 185
- Sortie sur la 65K-0001180 vers Aramil, km 188La M5 en partant de Iékaterinbourg à Aramil.

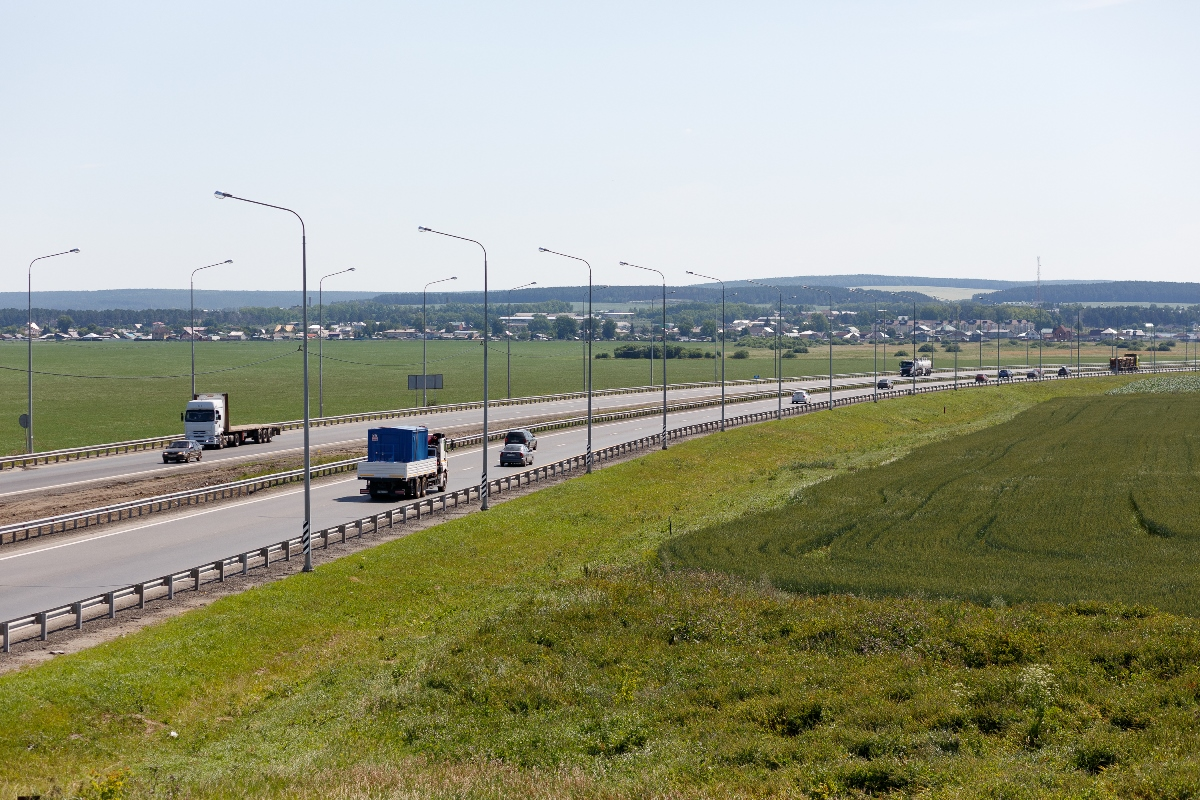
La M5 en partant de Iékaterinbourg à Aramil.

Ville d'Iékaterinbourg, Raïon Tchkalovski, km 188
- Sortie vers Bolchoï Istok, km 190
- Échangeur entre , Rue Dimitrova (vers Iékaterinbourg-centre) et 65К—4108000 (EKAD — Périphérique de Iékaterinbourg), km 193, fin.

### Note sur le kilométrage
La route subit des rénovations chaque année, le nombre de kilomètres est donc variable. L'itinéraire n'est pas exhaustif. Les distances et points kilométriques ont été calculées via Yandex. Le kilomètre 1 n'existe pas, le premier kilomètre est le 17ème. Pour la branche vers Iékaterinnbourg, la route commence au km 13.